# Serie A 2024-2025 (pallacanestro maschile)
La Serie A 2024-2025, denominata per ragioni di sponsorizzazione Serie A Unipol, è stata la centotreesima edizione del massimo campionato italiano di pallacanestro maschile. Il torneo è stato vinto dalla Virtus Bologna, al suo 17º titolo, che in finale ha battuto la Pallacanestro Brescia.

## Stagione

### Novità
A sostituire la Victoria Libertas Pallacanestro e New Basket Brindisi, retrocesse in Serie A2 nella stagione precedente, vengono promosse la Pallacanestro Trieste 2004 e Trapani Shark. Le due formazioni vincenti dei rispettivi gironi playoff del 2023-2024 di Serie A2, sono state entrambe partecipanti della massima serie in passato. Trieste ritorna nella massima divisione dopo una stagione, mentre Trapani partecipò una sola stagione nel 1991-1992.

### Formula
La stagione regolare prevede che ogni squadra disputi 30 partite, giocando contro tutte le altre squadre due volte in un girone di andata ed uno di ritorno. Al termine verranno disputati dei play-off fra le migliori otto squadre in classifica. Al termine della stagione regolare le squadre classificate in 15ª e in 16ª posizione retrocederanno in Serie A2, mentre dalla serie cadetta saranno promosse due squadre.
Ad ogni squadra è concesso di avere in rosa 5 o 6 giocatori stranieri, scegliendo in alternativa una delle due seguenti soluzioni:
- massimo 5 giocatori stranieri provenienti da qualsiasi paese + almeno 5 giocatori di formazione italiana;
- 6 giocatori stranieri provenienti da qualsiasi paese + 6 giocatori di formazione italiana;

Scegliendo la formula del "5+5", la squadra accede ai premi distribuiti a fine anno; scegliendo invece la formula "6+6", il club non può competere per alcun premio e dovrà anche pagare una luxury-tax di 40.000 euro.
La squadra che non iscrive a referto il numero minimo richiesto di giocatori di formazione italiana incorre in una sanzione di 50.000 euro e alla sconfitta a tavolino per 20-0.

## Squadre partecipanti
| Squadra          | Stagione | Città         | Palazzetto                       | Stagione Precedente                                  |
| ---------------- | -------- | ------------- | -------------------------------- | ---------------------------------------------------- |
| Aquila Trento    | dettagli | Trento        | PalaTrento                       | 7ª in Serie A                                        |
| Brescia          | dettagli | Brescia       | PalaLeonessa                     | 3ª in Serie A                                        |
| Derthona Basket  | dettagli | Tortona (AL)  | PalaFerraris (Casale Monferrato) | 8ª in Serie A                                        |
| Dinamo Sassari   | dettagli | Sassari       | PalaSerradimigni                 | 10ª in Serie A                                       |
| Napoli Basket    | dettagli | Napoli        | PalaBarbuto                      | 9ª in Serie A                                        |
| Olimpia Milano   | dettagli | Milano        | Mediolanum Forum (Assago)        | 2ª in Serie A, Campione                              |
| Pall. Reggiana   | dettagli | Reggio Emilia | PalaBigi                         | 5ª in Serie A                                        |
| Pall. Trieste    | dettagli | Trieste       | PalaTrieste                      | 5ª nel girone rosso in Serie A2, promossa ai playoff |
| Pall. Varese     | dettagli | Varese        | Palasport Lino Oldrini           | 14ª in Serie A                                       |
| Pistoia Basket   | dettagli | Pistoia       | PalaCarrara                      | 6ª in Serie A                                        |
| Reyer Venezia    | dettagli | Venezia       | Palasport Taliercio              | 4ª in Serie A                                        |
| Scafati Basket   | dettagli | Scafati (SA)  | PalaMangano                      | 12ª in Serie A                                       |
| Trapani Shark    | dettagli | Trapani       | PalaShark                        | 1ª nel girone verde in Serie A2, promossa ai playoff |
| Universo Treviso | dettagli | Treviso       | PalaVerde (Villorba)             | 13ª in Serie A                                       |
| Vanoli Cremona   | dettagli | Cremona       | PalaRadi                         | 11ª in Serie A                                       |
| Virtus Bologna   | dettagli | Bologna       | Virtus Segafredo Arena           | 1ª in Serie A                                        |

### Allenatori e primatisti
Ad inizio stagione sono cinque le nuove panchine; Brescia ingaggia Giuseppe Poeta salutando Alessandro Magro accasatosi ai lituani del BC Wolves. Pistoia che non rinnova Nicola Brienza puntando sull'italo-statunitense Dante Calabria, ex giocatore della nazionale. Scafati ingaggia l'italo-argentino Marcelo Nicola. Varese punta all'argentino Herman Mandole da qualche stagione assistente della squadra varesina, tuttavia l'ufficialità tarda ad arrivare perché mancante di tessera da Allenatore per poter allenare da capo allenatore. Trapani sceglie Jasmin Repeša come capo allenatore mantenendo l'allenatore della promozione, Andrea Diana, con il ruolo di assistente. 
| Squadra                | Allenatore                                                                                           | Capitano                                      | Cestista più presente                              | Miglior marcatore                    |
| ---------------------- | --- | --------------------------------------------- | -------------------------------------------------- | ------------------------------------ |
| Aquila Trento          | Paolo Galbiati                                                                                       | Andrés Forray                                 | 5 giocatori (30)                                   | Jordan Ford (509)                    |
| Pallacanestro Brescia  | Giuseppe Poeta                                                                                       | Amedeo Della Valle                            | 6 giocatori (30)                                   | Amedeo Della Valle (475)             |
| Derthona Basket        | Walter De Raffaele                                                                                   | Luca Severini Kyle Weems                      | 4 giocatori (30)                                   | Christian Vital (440)                |
| Dinamo Sassari         | Nenad Marković (1ª-15ª) Massimo Bulleri (16ª-)                                                       | Eimantas Bendžius                             | 4 giocatori (30)                                   | Brian Fobbs (405)                    |
| Napoli Basket          | Igor Miličić (1ª-8ª) Giorgio Valli (9ª-)                                                             | Giovanni De Nicolao                           | Leonardo Totè Giovanni De Nicolao (30)             | Leonardo Totè (421)                  |
| Olimpia Milano         | Ettore Messina                                                                                       | Giampaolo Ricci Shavon Shields                | Giampaolo Ricci (30)                               | Armoni Brooks (388)                  |
| Pallacanestro Reggiana | Dīmītrīs Priftīs                                                                                     | Michele Vitali                                | Jaylen Barford Kwan Cheatham Lorenzo Uglietti (30) | Cassius Winston (476)                |
| Pallacanestro Trieste  | Jamion Christian                                                                                     | Lodovico Deangeli                             | Francesco Candussi (30)                            | Markel Brown (403)                   |
| Pallacanestro Varese   | Herman Mandole (1ª-19ª) Iōannīs Kastritīs (20ª-)                                                     | Niccolò Mannion (1ª-4ª) Matteo Librizzi (4ª-) | 4 giocatori (30)                                   | Jaylen Hands (578)                   |
| Pistoia Basket 2000    | Dante Calabria (1ª-5ª) Tommaso Della Rosa (6°(interim)) Zare Markovski (7ª- 12°) Gašper Okorn (13ª-) | Gianluca Della Rosa                           | Michael Forrest Gianluca Della Rosa (30)           | Michael Forrest (492)                |
| Reyer Venezia          | Neven Spahija                                                                                        | Amedeo Tessitori                              | 5 giocatori (30)                                   | Mfiondu Kabengele (451)              |
| Scafati Basket         | Marcelo Nicola (1ª-9ª) Damiano Pilot (10ª-14ª) Marco Ramondino (15ª-)                                | Kruize Pinkins                                | Paulius Sorokas (30)                               | Rob Gray (444)                       |
| Trapani Shark          | Jasmin Repeša                                                                                        | Marco Mollura                                 | Justin Robinson (30)                               | Justin Robinson (436)                |
| Universo Treviso       | Francesco Vitucci                                                                                    | D'Angelo Harrison Bruno Mascolo               | Bruno Mascolo J.P. Macura (30)                     | Ky Bowman (464)                      |
| Vanoli Cremona         | Demis Cavina (1ª-13ª) Pierluigi Brotto(14ª-)                                                         | Trevor Lacey                                  | Corey Davis Stefan Nikolić Federico Zampini (30)   | Corey Davis (408)                    |
| Virtus Bologna         | Luca Banchi (1ª-9ª) Nenad Jakovljević (10ª) Duško Ivanović (11ª-)                                    | Marco Belinelli                               | Isaïa Cordinier Alessandro Pajola (29)             | Matt Morgan Tornik'e Shengelia (296) |

#### Cambi di allenatore
| Squadra                   | Allenatore uscente | Motivo                         | Data             | Posto in classifica | Nuovo allenatore  | Data             |
| ------------------------- | ------------------ | ------------------------------ | ---------------- | ------------------- | ----------------- | ---------------- |
| Estra Pistoia             | Dante Calabria     | Licenziamento per giusta causa | 5 novembre 2024  | 9ª (2-3)            | Zare Markovski    | 5 novembre 2024  |
| Napoli Basket             | Igor Miličić       | Esonero                        | 17 novembre 2024 | 16ª (0-8)           | Giorgio Valli     | 20 novembre 2024 |
| Givova Scafati            | Marcelo Nicola     | Esonero                        | 2 dicembre 2024  | 11ª (3-6)           | Damiano Pilot     | 3 dicembre 2024  |
| Virtus Bologna            | Luca Banchi        | Dimissioni                     | 5 dicembre 2024  | 2ª (9-2)            | Duško Ivanović    | 5 dicembre 2024  |
| Estra Pistoia             | Zare Markovski     | Esonero                        | 26 dicembre 2024 | 14ª (3-9)           | Gašper Okorn      | 26 dicembre 2024 |
| Vanoli Cremona            | Demis Cavina       | Esonero                        | 30 dicembre 2024 | 15ª (2-11)          | Pierluigi Brotto  | 30 dicembre 2024 |
| Givova Scafati            | Damiano Pilot      | Rescissione                    | 9 gennaio 2025   | 13ª (4-10)          | Marco Ramondino   | 9 gennaio 2024   |
| Bando di Sardegna Sassari | Nenad Marković     | Esonero                        | 16 gennaio 2025  | 12ª (6-9)           | Massimo Bulleri   | 16 gennaio 2024  |
| Openjobmetis Varese       | Herman Mandole     | Esonero                        | 10 febbraio 2025 | 13ª (6-13)          | Iōannīs Kastritīs | 13 febbraio 2025 |

## Stagione regolare

### Classifica
Aggiornata all'11 maggio 2025.
|  | Pos. | Squadra                         | PT | G  | V  | P  | PF   | PS   | Dif  | SD        |
|  | ---- | ------------------------------- | -- | -- | -- | -- | ---- | ---- | ---- | --------- |
|  | 1.   | Virtus Segafredo Bologna        | 46 | 30 | 23 | 7  | 2581 | 2321 | 260  |           |
|  | 2.   | Trapani Shark                   | 44 | 30 | 22 | 8  | 2838 | 2556 | 282  | 3-1 (+32) |
|  | 3.   | Germani Brescia                 | 44 | 30 | 22 | 8  | 2722 | 2541 | 181  | 2-2 (-18) |
|  | 4.   | Dolomiti Energia Trentino       | 44 | 30 | 22 | 8  | 2654 | 2445 | 209  | 1-3 (-14) |
|  | 5.   | EA7 Emporio Armani Milano       | 40 | 30 | 20 | 10 | 2683 | 2510 | 173  |           |
|  | 6.   | Pallacanestro Trieste           | 36 | 30 | 18 | 12 | 2616 | 2548 | 68   | +3        |
|  | 7.   | UNAHOTELS Reggio Emilia         | 36 | 30 | 18 | 12 | 2390 | 2328 | 62   | -3        |
|  | 8.   | Umana Reyer Venezia             | 32 | 30 | 16 | 14 | 2494 | 2404 | 90   |           |
|  | 9.   | Bertram Yachts Derthona Tortona | 30 | 30 | 15 | 15 | 2586 | 2580 | 6    |           |
|  | 10.  | Banco di Sardegna Sassari       | 24 | 30 | 12 | 18 | 2434 | 2536 | -102 | +8        |
|  | 11.  | NutriBullet Treviso Basket      | 24 | 30 | 12 | 18 | 2536 | 2643 | -107 | -8        |
|  | 12.  | Openjobmetis Varese             | 20 | 30 | 10 | 20 | 2589 | 2846 | -257 |           |
|  | 13.  | Vanoli Basket Cremona           | 18 | 30 | 9  | 21 | 2394 | 2539 | -145 | +15       |
|  | 14.  | GeVi Napoli                     | 18 | 30 | 9  | 21 | 2509 | 2667 | -158 | -15       |
|  | 15.  | Givova Scafati                  | 12 | 30 | 6  | 24 | 2532 | 2787 | -255 | +7        |
|  | 16.  | Estra Pistoia                   | 12 | 30 | 6  | 24 | 2362 | 2669 | -307 | -7        |

Legenda:
      Ammesse ai playoff scudetto.
      Retrocesse in Serie A2
  Vincitrice del campionato italiano
  Vincitrice della Supercoppa italiana 2024
  Vincitrice della Coppa Italia 2025
Note:
In caso di parità tra due squadre si considera la differenza canestri degli scontri diretti, in caso di scarto nullo si considera il coefficiente canestri (PF/PS). In caso di parità tra tre o più squadre si procede al calcolo della classifica avulsa, prendendo in considerazione come primo elemento il totale degli scontri diretti tra le squadre interne alla classifica avulsa, in caso di parità interna tra due squadre si prosegue con le regole per la parità tra due squadre.

### Tabellone
Aggiornato al 11 maggio 2025.
|               | BOL    | BRE    | CRE    | MIL    | NAP    | PIS     | REG     | SAS    | SCA    | TNT     | TOR    | TRA     | TRI     | TRV    | VAR     | VEN     |
| ------------- | ------ | ------ | ------ | ------ | ------ | ------- | ------- | ------ | ------ | ------- | ------ | ------- | ------- | ------ | ------- | ------- |
| Bologna       | —      | 91–79  | 81–63  | 86–80  | 86–75  | 84–68   | 69–45   | 95–85  | 97–71  | 80–75   | 85–81  | 101–96  | 70–78   | 104–97 | 104–67  | 85–74   |
| Brescia       | 98–97  | —      | 99–87  | 73–79  | 97–84  | 90–83   | 79–66   | 94–87  | 86–72  | 83–77   | 98–106 | 74–95   | 93–90   | 114–91 | 118–94  | 97–89   |
| Cremona       | 69–74  | 89–100 | —      | 83–95  | 94–85  | 65–66   | 74–77   | 65–80  | 88–85  | 86–89   | 94–99  | 85–80   | 81–101  | 94–77  | 78–60   | 78–86   |
| Milano        | 73–82  | 88–85  | 118–83 | —      | 89–82  | 95–80   | 108–106 | 100–75 | 100–72 | 89–87   | 94–98  | 105–90  | 87–74   | 90–80  | 119–92  | 79–78   |
| Napoli        | 93–88  | 90–85  | 81–87  | 95–87  | —      | 70–74   | 76–84   | 87–70  | 96–94  | 89–114  | 92–83  | 76–95   | 83–92   | 69–84  | 87–97   | 80–81   |
| Pistoia       | 62–86  | 84–97  | 65–89  | 82–115 | 88–82  | —       | 73–70   | 63–86  | 89–91  | 88–92   | 89–93  | 88–94   | 69–89   | 84–90  | 111–96  | 64–77   |
| Reggio Emilia | 57–69  | 68–80  | 78–51  | 87–78  | 89–86  | 86–72   | —       | 84–58  | 90–57  | 76–92   | 86–82  | 89–94   | 81–96   | 88–64  | 97–80   | 87–92   |
| Sassari       | 76–68  | 77–96  | 93–89  | 72–78  | 94–76  | 77–75   | 72–79   | —      | 86–97  | 81–84   | 87–82  | 92–80   | 98–86   | 96–94  | 81–86   | 96–97   |
| Scafati       | 87–104 | 93–95  | 85–77  | 78–83  | 81–91  | 107–102 | 69–84   | 98–82  | —      | 110–119 | 79–102 | 66–83   | 107–110 | 87–92  | 94–85   | 92–96   |
| Trento        | 87–79  | 75–78  | 76–80  | 91–57  | 90–83  | 87–64   | 84–63   | 95–77  | 88–78  | —       | 85–89  | 83–80   | 76–68   | 101–86 | 106–100 | 82–70   |
| Tortona       | 66–98  | 78–85  | 80–68  | 68–85  | 82–89  | 94–68   | 67–69   | 71–68  | 99–94  | 91–77   | —      | 91–101  | 82–85   | 90–95  | 89–82   | 89–82   |
| Trapani       | 88–89  | 94–88  | 79–73  | 89–81  | 95–85  | 104–60  | 109–73  | 88–68  | 101–87 | 107–99  | 78–84  | —       | 131–88  | 95–82  | 106–93  | 110–100 |
| Trieste       | 85–78  | 65–69  | 91–83  | 84–78  | 109–82 | 80–75   | 85–97   | 92–76  | 88–75  | 88–94   | 86–72  | 93–98   | —       | 85–73  | 107–81  | 70–76   |
| Treviso       | 74–80  | 86–84  | 87–84  | 79–89  | 78–90  | 91–88   | 90–94   | 70–76  | 104–75 | 76–83   | 92–91  | 71–87   | 95–100  | —      | 88–86   | 83–72   |
| Varese        | 104–95 | 77–118 | 85–87  | 94–92  | 89–86  | 102–95  | 63–78   | 89–84  | 95–82  | 79–92   | 95–105 | 100–109 | 85–80   | 92–89  | —       | 77–86   |
| Venezia       | 68–76  | 89–90  | 87–70  | 85–72  | 91–68  | 90–93   | 59–62   | 78–84  | 75–69  | 70–74   | 94–82  | 91–82   | 103–71  | 75–78  | 83–64   | —       |

### Classifica in divenire
Aggiornata al 11 maggio 2025.
|                                 | 1ª | 2ª | 3ª | 4ª | 5ª | 6ª | 7ª | 8ª | 9ª | 10ª | 11ª | 12ª | 13ª | 14ª | 15ª | 16ª | 17ª | 18ª | 19ª | 20ª | 21ª | 22ª | 23ª | 24ª | 25ª | 26ª | 27ª | 28ª | 29ª | 30ª |
| ------------------------------- | -- | -- | -- | -- | -- | -- | -- | -- | -- | --- | --- | --- | --- | --- | --- | --- | --- | --- | --- | --- | --- | --- | --- | --- | --- | --- | --- | --- | --- | --- |
| Virtus Segafredo Bologna        | 8  | 4  | 2  | 2  | 2  | 2  | 2  | 2  | 3  | 3   | 5   | 5   | 4   | 3   | 4   | 4   | 4   | 3   | 3   | 3   | 2   | 2   | 2   | 2   | 2   | 3   | 1   | 1   | 1   | 1   |
| Germani Brescia                 | 1  | 2  | 9  | 7  | 5  | 7  | 6  | 5  | 4  | 4   | 3   | 2   | 2   | 2   | 1   | 2   | 2   | 4   | 2   | 1   | 1   | 1   | 4   | 3   | 3   | 2   | 3   | 3   | 3   | 3   |
| Vanoli Basket Cremona           | 14 | 14 | 13 | 12 | 12 | 12 | 15 | 15 | 15 | 14  | 15  | 15  | 15  | 15  | 15  | 15  | 15  | 16  | 14  | 15  | 13  | 12  | 14  | 13  | 12  | 12  | 13  | 13  | 13  | 13  |
| EA7 Emporio Armani Milano       | 12 | 7  | 4  | 5  | 4  | 5  | 5  | 4  | 6  | 6   | 9   | 8   | 7   | 5   | 5   | 7   | 5   | 5   | 4   | 5   | 5   | 5   | 3   | 5   | 5   | 5   | 5   | 5   | 5   | 5   |
| GeVi Napoli                     | 11 | 12 | 15 | 15 | 16 | 16 | 16 | 16 | 16 | 16  | 16  | 16  | 16  | 16  | 16  | 16  | 16  | 13  | 15  | 16  | 16  | 15  | 12  | 12  | 13  | 14  | 14  | 14  | 14  | 14  |
| Estra Pistoia                   | 6  | 9  | 8  | 9  | 10 | 9  | 10 | 11 | 13 | 12  | 14  | 14  | 14  | 14  | 14  | 14  | 13  | 15  | 16  | 14  | 15  | 16  | 16  | 16  | 16  | 16  | 16  | 16  | 16  | 16  |
| UNAHOTELS Reggio Emilia         | 15 | 10 | 7  | 3  | 7  | 10 | 7  | 6  | 5  | 5   | 4   | 3   | 5   | 6   | 6   | 8   | 6   | 7   | 6   | 6   | 7   | 6   | 7   | 7   | 7   | 7   | 6   | 7   | 7   | 7   |
| Banco di Sardegna Sassari       | 13 | 16 | 12 | 14 | 15 | 13 | 14 | 13 | 12 | 10  | 12  | 10  | 9   | 10  | 12  | 12  | 10  | 11  | 11  | 11  | 11  | 10  | 10  | 10  | 10  | 10  | 10  | 10  | 10  | 10  |
| Givova Scafati                  | 4  | 8  | 10 | 10 | 11 | 11 | 12 | 12 | 11 | 13  | 10  | 12  | 12  | 13  | 13  | 13  | 14  | 14  | 12  | 12  | 12  | 13  | 13  | 15  | 15  | 15  | 15  | 15  | 15  | 15  |
| Dolomiti Energia Trentino       | 2  | 1  | 1  | 1  | 1  | 1  | 1  | 1  | 1  | 1   | 1   | 1   | 1   | 1   | 3   | 3   | 3   | 1   | 1   | 2   | 4   | 4   | 5   | 4   | 4   | 4   | 4   | 4   | 4   | 4   |
| Bertram Yachts Derthona Tortona | 3  | 3  | 6  | 8  | 6  | 4  | 8  | 8  | 8  | 9   | 8   | 7   | 6   | 8   | 8   | 6   | 8   | 8   | 8   | 8   | 8   | 8   | 8   | 9   | 9   | 9   | 9   | 9   | 9   | 9   |
| Trapani Shark                   | 9  | 6  | 5  | 6  | 8  | 6  | 3  | 3  | 2  | 2   | 2   | 4   | 3   | 4   | 2   | 1   | 1   | 2   | 5   | 4   | 3   | 3   | 1   | 1   | 1   | 1   | 2   | 2   | 2   | 2   |
| Pallacanestro Trieste           | 5  | 5  | 3  | 4  | 3  | 3  | 4  | 7  | 7  | 7   | 6   | 6   | 8   | 7   | 7   | 5   | 7   | 6   | 7   | 7   | 6   | 7   | 6   | 6   | 6   | 6   | 7   | 6   | 6   | 6   |
| NutriBullet Treviso Basket      | 7  | 11 | 11 | 11 | 14 | 14 | 11 | 9  | 9  | 8   | 7   | 9   | 10  | 9   | 9   | 10  | 11  | 9   | 10  | 10  | 10  | 11  | 11  | 11  | 11  | 11  | 11  | 11  | 11  | 11  |
| Openjobmetis Varese             | 16 | 15 | 16 | 16 | 13 | 15 | 13 | 14 | 14 | 15  | 13  | 13  | 13  | 12  | 11  | 11  | 12  | 12  | 13  | 13  | 14  | 14  | 15  | 14  | 14  | 13  | 12  | 12  | 12  | 12  |
| Umana Reyer Venezia             | 10 | 13 | 14 | 13 | 9  | 8  | 9  | 10 | 10 | 11  | 11  | 11  | 11  | 11  | 10  | 9   | 9   | 10  | 9   | 9   | 9   | 9   | 9   | 8   | 8   | 8   | 8   | 8   | 8   | 8   |

Legenda:
       Prima classificata
       Qualificate ai playoff scudetto
       Retrocesse in Serie A2

### Punteggi in divenire
Aggiornati al 11 maggio 2025.
|                                 | 1ª | 2ª | 3ª | 4ª | 5ª | 6ª | 7ª | 8ª | 9ª | 10ª | 11ª | 12ª | 13ª | 14ª | 15ª | 16ª | 17ª | 18ª | 19ª | 20ª | 21ª | 22ª | 23ª | 24ª | 25ª | 26ª | 27ª | 28ª | 29ª | 30ª |
| ------------------------------- | -- | -- | -- | -- | -- | -- | -- | -- | -- | --- | --- | --- | --- | --- | --- | --- | --- | --- | --- | --- | --- | --- | --- | --- | --- | --- | --- | --- | --- | --- |
| Virtus Segafredo Bologna        | 2  | 4  | 6  | 8  | 10 | 12 | 12 | 14 | 14 | 16  | 16  | 16  | 18  | 20  | 22  | 24  | 24  | 26  | 28  | 30  | 32  | 32  | 32  | 34  | 36  | 38  | 40  | 42  | 44  | 46  |
| Germani Brescia                 | 2  | 4  | 4  | 6  | 8  | 8  | 10 | 12 | 14 | 16  | 18  | 20  | 22  | 22  | 24  | 24  | 26  | 26  | 28  | 30  | 32  | 32  | 32  | 34  | 36  | 36  | 38  | 40  | 42  | 44  |
| Vanoli Basket Cremona           | 0  | 0  | 0  | 2  | 2  | 2  | 2  | 2  | 2  | 4   | 4   | 4   | 4   | 6   | 6   | 6   | 8   | 8   | 10  | 10  | 12  | 12  | 12  | 14  | 16  | 16  | 16  | 16  | 18  | 18  |
| EA7 Emporio Armani Milano       | 0  | 2  | 4  | 6  | 8  | 8  | 10 | 12 | 12 | 12  | 12  | 14  | 16  | 18  | 20  | 20  | 22  | 24  | 26  | 26  | 28  | 30  | 32  | 32  | 32  | 34  | 36  | 38  | 38  | 40  |
| GeVi Napoli                     | 0  | 0  | 0  | 0  | 0  | 0  | 0  | 0  | 0  | 0   | 0   | 2   | 2   | 4   | 4   | 6   | 8   | 10  | 10  | 10  | 10  | 12  | 14  | 16  | 16  | 16  | 16  | 16  | 18  | 18  |
| Estra Pistoia                   | 2  | 2  | 4  | 4  | 4  | 6  | 6  | 6  | 6  | 6   | 6   | 6   | 6   | 6   | 6   | 8   | 8   | 8   | 8   | 10  | 10  | 10  | 10  | 10  | 10  | 10  | 10  | 12  | 12  | 12  |
| UNAHOTELS Reggio Emilia         | 0  | 2  | 4  | 6  | 6  | 6  | 8  | 10 | 12 | 14  | 16  | 18  | 18  | 18  | 18  | 18  | 20  | 22  | 24  | 26  | 26  | 28  | 28  | 28  | 30  | 32  | 34  | 34  | 34  | 36  |
| Banco di Sardegna Sassari       | 0  | 0  | 2  | 2  | 2  | 2  | 4  | 4  | 6  | 8   | 8   | 10  | 12  | 12  | 12  | 12  | 14  | 14  | 14  | 14  | 14  | 16  | 18  | 20  | 22  | 24  | 24  | 24  | 24  | 24  |
| Givova Scafati                  | 2  | 2  | 2  | 2  | 2  | 4  | 4  | 6  | 6  | 6   | 8   | 8   | 8   | 8   | 8   | 8   | 8   | 10  | 12  | 12  | 12  | 12  | 12  | 12  | 12  | 12  | 12  | 12  | 12  | 12  |
| Dolomiti Energia Trentino       | 2  | 4  | 6  | 8  | 10 | 12 | 14 | 16 | 18 | 20  | 20  | 22  | 22  | 22  | 22  | 24  | 26  | 28  | 30  | 30  | 30  | 32  | 32  | 32  | 34  | 36  | 38  | 40  | 42  | 44  |
| Bertram Yachts Derthona Tortona | 2  | 4  | 4  | 4  | 6  | 8  | 8  | 8  | 10 | 10  | 12  | 14  | 16  | 16  | 18  | 20  | 20  | 20  | 20  | 22  | 24  | 26  | 28  | 28  | 28  | 28  | 28  | 28  | 28  | 30  |
| Trapani Shark                   | 0  | 2  | 4  | 6  | 6  | 8  | 10 | 12 | 14 | 16  | 18  | 18  | 20  | 20  | 22  | 24  | 26  | 26  | 26  | 28  | 30  | 32  | 34  | 34  | 36  | 38  | 40  | 42  | 44  | 44  |
| Pallacanestro Trieste           | 2  | 4  | 6  | 6  | 8  | 10 | 10 | 10 | 10 | 10  | 12  | 14  | 14  | 16  | 18  | 20  | 20  | 22  | 22  | 24  | 26  | 26  | 28  | 30  | 32  | 32  | 32  | 34  | 34  | 36  |
| NutriBullet Treviso Basket      | 2  | 2  | 2  | 2  | 2  | 2  | 4  | 6  | 8  | 10  | 12  | 12  | 12  | 14  | 14  | 14  | 14  | 16  | 16  | 16  | 16  | 16  | 18  | 18  | 18  | 18  | 20  | 22  | 24  | 24  |
| Openjobmetis Varese             | 0  | 0  | 0  | 0  | 2  | 2  | 4  | 4  | 4  | 4   | 6   | 6   | 8   | 10  | 12  | 12  | 12  | 12  | 12  | 12  | 12  | 12  | 12  | 14  | 14  | 16  | 18  | 18  | 20  | 20  |
| Umana Reyer Venezia             | 0  | 0  | 0  | 2  | 4  | 6  | 6  | 6  | 8  | 8   | 8   | 8   | 10  | 12  | 14  | 16  | 16  | 16  | 18  | 20  | 22  | 24  | 26  | 28  | 28  | 30  | 30  | 30  | 30  | 32  |

Legenda:
Si assegnano due punti per vittoria e zero per sconfitta, non è contemplato il pareggio.
      Vittoria
      Sconfitta
      Annullata

### Calendario
Aggiornato al 11 maggio 2025.

#### Girone di andata
|          | 1ª giornata                                         |        |
|          |                                                     |        |
| 28 sett. | UNAHOTELS Reggio Emilia - Dolomiti Energia Trentino | 76-92  |
| 28 sett. | Trapani Shark - Virtus Segafredo Bologna            | 88-89  |
| 28 sett. | Banco di Sardegna Sassari - Givova Scafati          | 86-97  |
| 29 sett. | Pallacanestro Trieste - EA7 Emporio Armani Milano   | 84-78  |
| 29 sett. | Bertram Derthona Tortona - Vanoli Basket Cremona    | 80-68  |
| 29 sett. | Umana Reyer Venezia - NutriBullet Treviso Basket    | 75-78  |
| 29 sett. | Germani Brescia - Openjobmetis Varese               | 118-94 |
| 29 sett. | Estra Pistoia - Napolibasket                        | 88-82  |

|        | 2ª giornata                                           |             |
|        |                                                       |             |
| 5 ott. | Dolomiti Energia Trentino - Umana Reyer Venezia       | 82-70       |
| 5 ott. | NutriBullet Treviso Basket - Trapani Shark            | 71-87       |
| 6 ott. | Openjobmetis Varese - Bertram Derthona Tortona        | 95-105      |
| 6 ott. | Napolibasket - Pallacanestro Trieste                  | 83-92       |
| 6 ott. | Givova Scafati - Germani Brescia                      | 93-95       |
| 6 ott. | EA7 Emporio Armani Milano - Banco di Sardegna Sassari | 100-75      |
| 6 ott. | Vanoli Basket Cremona - UNAHOTELS Reggio Emilia       | 74-77 (dts) |
| 6 ott. | Virtus Segafredo Bologna - Estra Pistoia              | 84-68       |

|          | 1ª giornata                                         |        |
|          |                                                     |        |
| 28 sett. | UNAHOTELS Reggio Emilia - Dolomiti Energia Trentino | 76-92  |
| 28 sett. | Trapani Shark - Virtus Segafredo Bologna            | 88-89  |
| 28 sett. | Banco di Sardegna Sassari - Givova Scafati          | 86-97  |
| 29 sett. | Pallacanestro Trieste - EA7 Emporio Armani Milano   | 84-78  |
| 29 sett. | Bertram Derthona Tortona - Vanoli Basket Cremona    | 80-68  |
| 29 sett. | Umana Reyer Venezia - NutriBullet Treviso Basket    | 75-78  |
| 29 sett. | Germani Brescia - Openjobmetis Varese               | 118-94 |
| 29 sett. | Estra Pistoia - Napolibasket                        | 88-82  |

|        | 2ª giornata                                           |             |
|        |                                                       |             |
| 5 ott. | Dolomiti Energia Trentino - Umana Reyer Venezia       | 82-70       |
| 5 ott. | NutriBullet Treviso Basket - Trapani Shark            | 71-87       |
| 6 ott. | Openjobmetis Varese - Bertram Derthona Tortona        | 95-105      |
| 6 ott. | Napolibasket - Pallacanestro Trieste                  | 83-92       |
| 6 ott. | Givova Scafati - Germani Brescia                      | 93-95       |
| 6 ott. | EA7 Emporio Armani Milano - Banco di Sardegna Sassari | 100-75      |
| 6 ott. | Vanoli Basket Cremona - UNAHOTELS Reggio Emilia       | 74-77 (dts) |
| 6 ott. | Virtus Segafredo Bologna - Estra Pistoia              | 84-68       |

|         | 3ª giornata                                          |         |
|         |                                                      |         |
| 12 ott. | Bertram Derthona Tortona - Pallacanestro Trieste     | 82-85   |
| 12 ott. | Umana Reyer Venezia - Virtus Segafredo Bologna       | 68-76   |
| 12 ott. | UNAHOTELS Reggio Emilia - NutriBullet Treviso Basket | 88-64   |
| 13 ott. | Banco di Sardegna Sassari - Napolibasket             | 94-76   |
| 13 ott. | Dolomiti Energia Trentino - Openjobmetis Varese      | 106-100 |
| 13 ott. | EA7 Emporio Armani Milano - Germani Brescia          | 88-85   |
| 13 ott. | Vanoli Basket Cremona - Estra Pistoia                | 65-66   |
| 13 ott. | Trapani Shark - Givova Scafati                       | 101-87  |

|         | 4ª giornata                                            |         |
|         |                                                        |         |
| 19 ott. | Napolibasket - Vanoli Basket Cremona                   | 81-87   |
| 19 ott. | Openjobmetis Varese - Trapani Shark                    | 100-109 |
| 20 ott. | Germani Brescia - Banco di Sardegna Sassari            | 94-87   |
| 20 ott. | Givova Scafati - EA7 Emporio Armani Milano             | 78-83   |
| 20 ott. | Estra Pistoia - Umana Reyer Venezia                    | 64-77   |
| 20 ott. | NutriBullet Treviso Basket - Dolomiti Energia Trentino | 76-83   |
| 20 ott. | Pallacanestro Trieste - UNAHOTELS Reggio Emilia        | 85-97   |
| 6 nov.  | Virtus Segafredo Bologna - Bertram Derthona Tortona    | 85-81   |

|         | 3ª giornata                                          |         |
|         |                                                      |         |
| 12 ott. | Bertram Derthona Tortona - Pallacanestro Trieste     | 82-85   |
| 12 ott. | Umana Reyer Venezia - Virtus Segafredo Bologna       | 68-76   |
| 12 ott. | UNAHOTELS Reggio Emilia - NutriBullet Treviso Basket | 88-64   |
| 13 ott. | Banco di Sardegna Sassari - Napolibasket             | 94-76   |
| 13 ott. | Dolomiti Energia Trentino - Openjobmetis Varese      | 106-100 |
| 13 ott. | EA7 Emporio Armani Milano - Germani Brescia          | 88-85   |
| 13 ott. | Vanoli Basket Cremona - Estra Pistoia                | 65-66   |
| 13 ott. | Trapani Shark - Givova Scafati                       | 101-87  |

|         | 4ª giornata                                            |         |
|         |                                                        |         |
| 19 ott. | Napolibasket - Vanoli Basket Cremona                   | 81-87   |
| 19 ott. | Openjobmetis Varese - Trapani Shark                    | 100-109 |
| 20 ott. | Germani Brescia - Banco di Sardegna Sassari            | 94-87   |
| 20 ott. | Givova Scafati - EA7 Emporio Armani Milano             | 78-83   |
| 20 ott. | Estra Pistoia - Umana Reyer Venezia                    | 64-77   |
| 20 ott. | NutriBullet Treviso Basket - Dolomiti Energia Trentino | 76-83   |
| 20 ott. | Pallacanestro Trieste - UNAHOTELS Reggio Emilia        | 85-97   |
| 6 nov.  | Virtus Segafredo Bologna - Bertram Derthona Tortona    | 85-81   |

|         | 5ª giornata                                           |        |
|         |                                                       |        |
| 26 ott. | Vanoli Basket Cremona - Virtus Segafredo Bologna      | 69-74  |
| 26 ott. | Trapani Shark - Bertram Derthona Tortona              | 78-84  |
| 26 ott. | NutriBullet Treviso Basket - Pallacanestro Trieste    | 95-100 |
| 26 ott. | EA7 Emporio Armani Milano - Napolibasket              | 89-82  |
| 26 ott. | UNAHOTELS Reggio Emilia - Germani Brescia             | 68-80  |
| 27 ott. | Umana Reyer Venezia - Givova Scafati                  | 75-69  |
| 27 ott. | Banco di Sardegna Sassari - Dolomiti Energia Trentino | 81-84  |
| 27 ott. | Openjobmetis Varese - Estra Pistoia                   | 102-95 |

|        | 6ª giornata                                           |        |
|        |                                                       |        |
| 2 nov. | Germani Brescia - Trapani Shark                       | 74-95  |
| 3 nov. | Givova Scafati - Vanoli Basket Cremona                | 85-77  |
| 3 nov. | Pallacanestro Trieste - Openjobmetis Varese           | 107-81 |
| 3 nov. | Bertram Derthona Tortona - Banco di Sardegna Sassari  | 71-68  |
| 3 nov. | Dolomiti Energia Trentino - EA7 Emporio Armani Milano | 91-57  |
| 3 nov. | Napolibasket - Umana Reyer Venezia                    | 80-81  |
| 3 nov. | Virtus Segafredo Bologna - NutriBullet Treviso Basket | 104-97 |
| 3 nov. | Estra Pistoia - UNAHOTELS Reggio Emilia               | 73-70  |

|         | 5ª giornata                                           |        |
|         |                                                       |        |
| 26 ott. | Vanoli Basket Cremona - Virtus Segafredo Bologna      | 69-74  |
| 26 ott. | Trapani Shark - Bertram Derthona Tortona              | 78-84  |
| 26 ott. | NutriBullet Treviso Basket - Pallacanestro Trieste    | 95-100 |
| 26 ott. | EA7 Emporio Armani Milano - Napolibasket              | 89-82  |
| 26 ott. | UNAHOTELS Reggio Emilia - Germani Brescia             | 68-80  |
| 27 ott. | Umana Reyer Venezia - Givova Scafati                  | 75-69  |
| 27 ott. | Banco di Sardegna Sassari - Dolomiti Energia Trentino | 81-84  |
| 27 ott. | Openjobmetis Varese - Estra Pistoia                   | 102-95 |

|        | 6ª giornata                                           |        |
|        |                                                       |        |
| 2 nov. | Germani Brescia - Trapani Shark                       | 74-95  |
| 3 nov. | Givova Scafati - Vanoli Basket Cremona                | 85-77  |
| 3 nov. | Pallacanestro Trieste - Openjobmetis Varese           | 107-81 |
| 3 nov. | Bertram Derthona Tortona - Banco di Sardegna Sassari  | 71-68  |
| 3 nov. | Dolomiti Energia Trentino - EA7 Emporio Armani Milano | 91-57  |
| 3 nov. | Napolibasket - Umana Reyer Venezia                    | 80-81  |
| 3 nov. | Virtus Segafredo Bologna - NutriBullet Treviso Basket | 104-97 |
| 3 nov. | Estra Pistoia - UNAHOTELS Reggio Emilia               | 73-70  |

|         | 7ª giornata                                        |        |
|         |                                                    |        |
| 9 nov.  | UNAHOTELS Reggio Emilia - Bertram Derthona Tortona | 86-82  |
| 9 nov.  | Dolomiti Energia Trentino - Pallacanestro Trieste  | 76-68  |
| 10 nov. | EA7 Emporio Armani Milano - Umana Reyer Venezia    | 79-78  |
| 10 nov. | NutriBullet Treviso Basket - Givova Scafati        | 104-75 |
| 10 nov. | Vanoli Basket Cremona - Germani Brescia            | 89-100 |
| 10 nov. | Trapani Shark - Napolibasket                       | 95-85  |
| 10 nov. | Openjobmetis Varese - Virtus Segafredo Bologna     | 104-95 |
| 10 nov. | Banco di Sardegna Sassari - Estra Pistoia          | 77-75  |

|         | 8ª giornata                                          |       |
|         |                                                      |       |
| 16 nov. | Givova Scafati - Openjobmetis Varese                 | 94-85 |
| 17 nov. | Pallacanestro Trieste - Trapani Shark                | 93-98 |
| 17 nov. | Estra Pistoia - Dolomiti Energia Trentino            | 88-92 |
| 17 nov. | Bertram Derthona Tortona - Germani Brescia           | 78-85 |
| 17 nov. | Umana Reyer Venezia - UNAHOTELS Reggio Emilia        | 59-62 |
| 17 nov. | Napolibasket - NutriBullet Treviso Basket            | 69-84 |
| 17 nov. | Virtus Segafredo Bologna - Banco di Sardegna Sassari | 95-85 |
| 18 nov. | Vanoli Basket Cremona - EA7 Emporio Armani Milano    | 83-95 |

|         | 7ª giornata                                        |        |
|         |                                                    |        |
| 9 nov.  | UNAHOTELS Reggio Emilia - Bertram Derthona Tortona | 86-82  |
| 9 nov.  | Dolomiti Energia Trentino - Pallacanestro Trieste  | 76-68  |
| 10 nov. | EA7 Emporio Armani Milano - Umana Reyer Venezia    | 79-78  |
| 10 nov. | NutriBullet Treviso Basket - Givova Scafati        | 104-75 |
| 10 nov. | Vanoli Basket Cremona - Germani Brescia            | 89-100 |
| 10 nov. | Trapani Shark - Napolibasket                       | 95-85  |
| 10 nov. | Openjobmetis Varese - Virtus Segafredo Bologna     | 104-95 |
| 10 nov. | Banco di Sardegna Sassari - Estra Pistoia          | 77-75  |

|         | 8ª giornata                                          |       |
|         |                                                      |       |
| 16 nov. | Givova Scafati - Openjobmetis Varese                 | 94-85 |
| 17 nov. | Pallacanestro Trieste - Trapani Shark                | 93-98 |
| 17 nov. | Estra Pistoia - Dolomiti Energia Trentino            | 88-92 |
| 17 nov. | Bertram Derthona Tortona - Germani Brescia           | 78-85 |
| 17 nov. | Umana Reyer Venezia - UNAHOTELS Reggio Emilia        | 59-62 |
| 17 nov. | Napolibasket - NutriBullet Treviso Basket            | 69-84 |
| 17 nov. | Virtus Segafredo Bologna - Banco di Sardegna Sassari | 95-85 |
| 18 nov. | Vanoli Basket Cremona - EA7 Emporio Armani Milano    | 83-95 |

|         | 9ª giornata                                          |             |
|         |                                                      |             |
| 30 nov. | NutriBullet Treviso Basket - Estra Pistoia           | 91-88       |
| 1 dic.  | EA7 Emporio Armani Milano - Bertram Derthona Tortona | 94-98       |
| 1 dic.  | Openjobmetis Varese - Umana Reyer Venezia            | 77-86       |
| 1 dic.  | Trapani Shark - Vanoli Basket Cremona                | 79-73 (dts) |
| 1 dic.  | Germani Brescia - Virtus Segafredo Bologna           | 98-97       |
| 1 dic.  | Dolomiti Energia Trentino - Napolibasket             | 90-83       |
| 1 dic.  | Banco di Sardegna Sassari - Pallacanestro Trieste    | 98-86       |
| 1 dic.  | UNAHOTELS Reggio Emilia - Givova Scafati             | 90-57       |

|        | 10ª giornata                                          |         |
|        |                                                       |         |
| 7 dic. | Bertram Derthona Tortona - NutriBullet Treviso Basket | 90-95   |
| 7 dic. | Estra Pistoia - Trapani Shark                         | 88-94   |
| 8 dic. | Napolibasket - UNAHOTELS Reggio Emilia                | 76-84   |
| 8 dic. | Umana Reyer Venezia - Banco di Sardegna Sassari       | 78-84   |
| 8 dic. | Givova Scafati - Dolomiti Energia Trentino            | 110-119 |
| 8 dic. | EA7 Emporio Armani Milano - Virtus Segafredo Bologna  | 73-82   |
| 8 dic. | Pallacanestro Trieste - Germani Brescia               | 65-69   |
| 8 dic. | Vanoli Basket Cremona - Openjobmetis Varese           | 78-60   |

|         | 9ª giornata                                          |             |
|         |                                                      |             |
| 30 nov. | NutriBullet Treviso Basket - Estra Pistoia           | 91-88       |
| 1 dic.  | EA7 Emporio Armani Milano - Bertram Derthona Tortona | 94-98       |
| 1 dic.  | Openjobmetis Varese - Umana Reyer Venezia            | 77-86       |
| 1 dic.  | Trapani Shark - Vanoli Basket Cremona                | 79-73 (dts) |
| 1 dic.  | Germani Brescia - Virtus Segafredo Bologna           | 98-97       |
| 1 dic.  | Dolomiti Energia Trentino - Napolibasket             | 90-83       |
| 1 dic.  | Banco di Sardegna Sassari - Pallacanestro Trieste    | 98-86       |
| 1 dic.  | UNAHOTELS Reggio Emilia - Givova Scafati             | 90-57       |

|        | 10ª giornata                                          |         |
|        |                                                       |         |
| 7 dic. | Bertram Derthona Tortona - NutriBullet Treviso Basket | 90-95   |
| 7 dic. | Estra Pistoia - Trapani Shark                         | 88-94   |
| 8 dic. | Napolibasket - UNAHOTELS Reggio Emilia                | 76-84   |
| 8 dic. | Umana Reyer Venezia - Banco di Sardegna Sassari       | 78-84   |
| 8 dic. | Givova Scafati - Dolomiti Energia Trentino            | 110-119 |
| 8 dic. | EA7 Emporio Armani Milano - Virtus Segafredo Bologna  | 73-82   |
| 8 dic. | Pallacanestro Trieste - Germani Brescia               | 65-69   |
| 8 dic. | Vanoli Basket Cremona - Openjobmetis Varese           | 78-60   |

|         | 11ª giornata                                        |               |
|         |                                                     |               |
| 14 dic. | Bertram Derthona Tortona - Umana Reyer Venezia      | 89-82         |
| 14 dic. | Givova Scafati - Estra Pistoia                      | 107-102 (dts) |
| 15 dic. | Banco di Sardegna Sassari - UNAHOTELS Reggio Emilia | 72-79         |
| 15 dic. | NutriBullet Treviso Basket - Vanoli Basket Cremona  | 87-84         |
| 15 dic. | Openjobmetis Varese - EA7 Emporio Armani Milano     | 94-92         |
| 15 dic. | Trapani Shark - Dolomiti Energia Trentino           | 107-99        |
| 15 dic. | Virtus Segafredo Bologna - Pallacanestro Trieste    | 70-78         |
| 15 dic. | Germani Brescia - Napolibasket                      | 97-84         |

|         | 12ª giornata                                           |             |
|         |                                                        |             |
| 21 dic. | Pallacanestro Trieste - Vanoli Basket Cremona          | 91-83       |
| 22 dic. | Umana Reyer Venezia - Germani Brescia                  | 89-90       |
| 22 dic. | Banco di Sardegna Sassari - NutriBullet Treviso Basket | 96-94       |
| 22 dic. | Estra Pistoia - Bertram Derthona Tortona               | 89-93       |
| 22 dic. | Napolibasket - Givova Scafati                          | 96-94 (dts) |
| 22 dic. | UNAHOTELS Reggio Emilia - Openjobmetis Varese          | 97-80       |
| 22 dic. | Dolomiti Energia Trentino - Virtus Segafredo Bologna   | 87-79       |
| 23 dic. | EA7 Emporio Armani Milano - Trapani Shark              | 105-90      |

|         | 11ª giornata                                        |               |
|         |                                                     |               |
| 14 dic. | Bertram Derthona Tortona - Umana Reyer Venezia      | 89-82         |
| 14 dic. | Givova Scafati - Estra Pistoia                      | 107-102 (dts) |
| 15 dic. | Banco di Sardegna Sassari - UNAHOTELS Reggio Emilia | 72-79         |
| 15 dic. | NutriBullet Treviso Basket - Vanoli Basket Cremona  | 87-84         |
| 15 dic. | Openjobmetis Varese - EA7 Emporio Armani Milano     | 94-92         |
| 15 dic. | Trapani Shark - Dolomiti Energia Trentino           | 107-99        |
| 15 dic. | Virtus Segafredo Bologna - Pallacanestro Trieste    | 70-78         |
| 15 dic. | Germani Brescia - Napolibasket                      | 97-84         |

|         | 12ª giornata                                           |             |
|         |                                                        |             |
| 21 dic. | Pallacanestro Trieste - Vanoli Basket Cremona          | 91-83       |
| 22 dic. | Umana Reyer Venezia - Germani Brescia                  | 89-90       |
| 22 dic. | Banco di Sardegna Sassari - NutriBullet Treviso Basket | 96-94       |
| 22 dic. | Estra Pistoia - Bertram Derthona Tortona               | 89-93       |
| 22 dic. | Napolibasket - Givova Scafati                          | 96-94 (dts) |
| 22 dic. | UNAHOTELS Reggio Emilia - Openjobmetis Varese          | 97-80       |
| 22 dic. | Dolomiti Energia Trentino - Virtus Segafredo Bologna   | 87-79       |
| 23 dic. | EA7 Emporio Armani Milano - Trapani Shark              | 105-90      |

|         | 13ª giornata                                           |        |
|         |                                                        |        |
| 28 dic. | Vanoli Basket Cremona - Banco di Sardegna Sassari      | 65-80  |
| 28 dic. | Openjobmetis Varese - Napolibasket                     | 89-86  |
| 29 dic. | Trapani Shark - UNAHOTELS Reggio Emilia                | 109-73 |
| 29 dic. | Bertram Derthona Tortona - Dolomiti Energia Trentino   | 91-77  |
| 29 dic. | Virtus Segafredo Bologna - Givova Scafati              | 97-71  |
| 29 dic. | NutriBullet Treviso Basket - EA7 Emporio Armani Milano | 79-89  |
| 29 dic. | Pallacanestro Trieste - Umana Reyer Venezia            | 70-76  |
| 29 dic. | Germani Brescia - Estra Pistoia                        | 90-83  |

|        | 14ª giornata                                       |               |
|        |                                                    |               |
| 4 gen. | NutriBullet Treviso Basket - Germani Brescia       | 86-84         |
| 4 gen. | Napolibasket - Bertram Derthona Tortona            | 92-83         |
| 5 gen. | Banco di Sardegna Sassari - Openjobmetis Varese    | 81-86         |
| 5 gen. | Estra Pistoia - EA7 Emporio Armani Milano          | 82-115        |
| 5 gen. | Givova Scafati - Pallacanestro Trieste             | 107-110 (dts) |
| 5 gen. | Umana Reyer Venezia - Trapani Shark                | 91-82         |
| 5 gen. | Dolomiti Energia Trentino - Vanoli Basket Cremona  | 76-80         |
| 5 gen. | UNAHOTELS Reggio Emilia - Virtus Segafredo Bologna | 57-69         |

|         | 13ª giornata                                           |        |
|         |                                                        |        |
| 28 dic. | Vanoli Basket Cremona - Banco di Sardegna Sassari      | 65-80  |
| 28 dic. | Openjobmetis Varese - Napolibasket                     | 89-86  |
| 29 dic. | Trapani Shark - UNAHOTELS Reggio Emilia                | 109-73 |
| 29 dic. | Bertram Derthona Tortona - Dolomiti Energia Trentino   | 91-77  |
| 29 dic. | Virtus Segafredo Bologna - Givova Scafati              | 97-71  |
| 29 dic. | NutriBullet Treviso Basket - EA7 Emporio Armani Milano | 79-89  |
| 29 dic. | Pallacanestro Trieste - Umana Reyer Venezia            | 70-76  |
| 29 dic. | Germani Brescia - Estra Pistoia                        | 90-83  |

|        | 14ª giornata                                       |               |
|        |                                                    |               |
| 4 gen. | NutriBullet Treviso Basket - Germani Brescia       | 86-84         |
| 4 gen. | Napolibasket - Bertram Derthona Tortona            | 92-83         |
| 5 gen. | Banco di Sardegna Sassari - Openjobmetis Varese    | 81-86         |
| 5 gen. | Estra Pistoia - EA7 Emporio Armani Milano          | 82-115        |
| 5 gen. | Givova Scafati - Pallacanestro Trieste             | 107-110 (dts) |
| 5 gen. | Umana Reyer Venezia - Trapani Shark                | 91-82         |
| 5 gen. | Dolomiti Energia Trentino - Vanoli Basket Cremona  | 76-80         |
| 5 gen. | UNAHOTELS Reggio Emilia - Virtus Segafredo Bologna | 57-69         |

| \| \| 15ª giornata \| \| \| \| \| \| \| 11 gen. \| Bertram Derthona Tortona - Givova Scafati \| 99-94 \| \| 11 gen. \| Germani Brescia - Dolomiti Energia Trentino \| 83-77 \| \| 11 gen. \| Trapani Shark - Banco di Sardegna Sassari \| 88-68 \| \| 12 gen. \| Vanoli Basket Cremona - Umana Reyer Venezia \| 78-86 \| \| 12 gen. \| EA7 Emporio Armani Milano - UNAHOTELS Reggio Emilia \| 108-106 \| \| 12 gen. \| Openjobmetis Varese - NutriBullet Treviso Basket \| 92-89 \| \| 12 gen. \| Pallacanestro Trieste - Estra Pistoia \| 80-75 \| \| 12 gen. \| Virtus Segafredo Bologna - Napolibasket \| 86-75 \| |                                                     |         |
| | 15ª giornata                                        |         |
| |                                                     |         |
| 11 gen. | Bertram Derthona Tortona - Givova Scafati           | 99-94   |
| 11 gen. | Germani Brescia - Dolomiti Energia Trentino         | 83-77   |
| 11 gen. | Trapani Shark - Banco di Sardegna Sassari           | 88-68   |
| 12 gen. | Vanoli Basket Cremona - Umana Reyer Venezia         | 78-86   |
| 12 gen. | EA7 Emporio Armani Milano - UNAHOTELS Reggio Emilia | 108-106 |
| 12 gen. | Openjobmetis Varese - NutriBullet Treviso Basket    | 92-89   |
| 12 gen. | Pallacanestro Trieste - Estra Pistoia               | 80-75   |
| 12 gen. | Virtus Segafredo Bologna - Napolibasket             | 86-75   |

|         | 15ª giornata                                        |         |
|         |                                                     |         |
| 11 gen. | Bertram Derthona Tortona - Givova Scafati           | 99-94   |
| 11 gen. | Germani Brescia - Dolomiti Energia Trentino         | 83-77   |
| 11 gen. | Trapani Shark - Banco di Sardegna Sassari           | 88-68   |
| 12 gen. | Vanoli Basket Cremona - Umana Reyer Venezia         | 78-86   |
| 12 gen. | EA7 Emporio Armani Milano - UNAHOTELS Reggio Emilia | 108-106 |
| 12 gen. | Openjobmetis Varese - NutriBullet Treviso Basket    | 92-89   |
| 12 gen. | Pallacanestro Trieste - Estra Pistoia               | 80-75   |
| 12 gen. | Virtus Segafredo Bologna - Napolibasket             | 86-75   |

#### Girone di ritorno
|         | 16ª giornata                                           |              |
|         |                                                        |              |
| 18 gen. | UNAHOTELS Reggio Emilia - Pallacanestro Trieste        | 81-96        |
| 18 gen. | Dolomiti Energia Trentino - NutriBullet Treviso Basket | 101-86       |
| 19 gen. | Napolibasket - Banco di Sardegna Sassari               | 87-70        |
| 19 gen. | Umana Reyer Venezia - EA7 Emporio Armani Milano        | 85-72        |
| 19 gen. | Givova Scafati - Trapani Shark                         | 66-83        |
| 19 gen. | Germani Brescia - Bertram Derthona Tortona             | 98-106 (dts) |
| 19 gen. | Estra Pistoia - Openjobmetis Varese                    | 111-96       |
| 20 gen. | Virtus Segafredo Bologna - Vanoli Basket Cremona       | 81-63        |

|         | 17ª giornata                                         |        |
|         |                                                      |        |
| 25 gen. | Bertram Derthona Tortona - UNAHOTELS Reggio Emilia   | 67-69  |
| 25 gen. | Openjobmetis Varese - Germani Brescia                | 77-118 |
| 25 gen. | NutriBullet Treviso Basket - Napolibasket            | 78-90  |
| 25 gen. | Trapani Shark - Estra Pistoia                        | 104-60 |
| 26 gen. | Vanoli Basket Cremona - Givova Scafati               | 88-85  |
| 26 gen. | Umana Reyer Venezia - Dolomiti Energia Trentino      | 70-74  |
| 26 gen. | EA7 Emporio Armani Milano - Pallacanestro Trieste    | 87-74  |
| 26 gen. | Banco di Sardegna Sassari - Virtus Segafredo Bologna | 76-68  |

|         | 16ª giornata                                           |              |
|         |                                                        |              |
| 18 gen. | UNAHOTELS Reggio Emilia - Pallacanestro Trieste        | 81-96        |
| 18 gen. | Dolomiti Energia Trentino - NutriBullet Treviso Basket | 101-86       |
| 19 gen. | Napolibasket - Banco di Sardegna Sassari               | 87-70        |
| 19 gen. | Umana Reyer Venezia - EA7 Emporio Armani Milano        | 85-72        |
| 19 gen. | Givova Scafati - Trapani Shark                         | 66-83        |
| 19 gen. | Germani Brescia - Bertram Derthona Tortona             | 98-106 (dts) |
| 19 gen. | Estra Pistoia - Openjobmetis Varese                    | 111-96       |
| 20 gen. | Virtus Segafredo Bologna - Vanoli Basket Cremona       | 81-63        |

|         | 17ª giornata                                         |        |
|         |                                                      |        |
| 25 gen. | Bertram Derthona Tortona - UNAHOTELS Reggio Emilia   | 67-69  |
| 25 gen. | Openjobmetis Varese - Germani Brescia                | 77-118 |
| 25 gen. | NutriBullet Treviso Basket - Napolibasket            | 78-90  |
| 25 gen. | Trapani Shark - Estra Pistoia                        | 104-60 |
| 26 gen. | Vanoli Basket Cremona - Givova Scafati               | 88-85  |
| 26 gen. | Umana Reyer Venezia - Dolomiti Energia Trentino      | 70-74  |
| 26 gen. | EA7 Emporio Armani Milano - Pallacanestro Trieste    | 87-74  |
| 26 gen. | Banco di Sardegna Sassari - Virtus Segafredo Bologna | 76-68  |

|        | 18ª giornata                                     |        |
|        |                                                  |        |
| 1 feb. | UNAHOTELS Reggio Emilia - Vanoli Basket Cremona  | 78-51  |
| 1 feb. | Pallacanestro Trieste - Bertram Derthona Tortona | 86-72  |
| 2 feb. | Napolibasket - Germani Brescia                   | 90-85  |
| 2 feb. | Givova Scafati - Banco di Sardegna Sassari       | 98-82  |
| 2 feb. | Estra Pistoia - NutriBullet Treviso Basket       | 84-90  |
| 2 feb. | EA7 Emporio Armani Milano - Openjobmetis Varese  | 119-92 |
| 2 feb. | Dolomiti Energia Trentino - Trapani Shark        | 83-80  |
| 2 feb. | Virtus Segafredo Bologna - Umana Reyer Venezia   | 85-74  |

|        | 19ª giornata                                          |             |
|        |                                                       |             |
| 8 feb. | Banco di Sardegna Sassari - EA7 Emporio Armani Milano | 72-78       |
| 8 feb. | Estra Pistoia - Givova Scafati                        | 89-91       |
| 9 feb. | Umana Reyer Venezia - Napolibasket                    | 91-68       |
| 9 feb. | NutriBullet Treviso Basket - UNAHOTELS Reggio Emilia  | 90-94 (dts) |
| 9 feb. | Openjobmetis Varese - Dolomiti Energia Trentino       | 79-92       |
| 9 feb. | Germani Brescia - Pallacanestro Trieste               | 93-90       |
| 9 feb. | Bertram Derthona Tortona - Virtus Segafredo Bologna   | 66-98       |
| 9 feb. | Vanoli Basket Cremona - Trapani Shark                 | 85-80       |

|        | 18ª giornata                                     |        |
|        |                                                  |        |
| 1 feb. | UNAHOTELS Reggio Emilia - Vanoli Basket Cremona  | 78-51  |
| 1 feb. | Pallacanestro Trieste - Bertram Derthona Tortona | 86-72  |
| 2 feb. | Napolibasket - Germani Brescia                   | 90-85  |
| 2 feb. | Givova Scafati - Banco di Sardegna Sassari       | 98-82  |
| 2 feb. | Estra Pistoia - NutriBullet Treviso Basket       | 84-90  |
| 2 feb. | EA7 Emporio Armani Milano - Openjobmetis Varese  | 119-92 |
| 2 feb. | Dolomiti Energia Trentino - Trapani Shark        | 83-80  |
| 2 feb. | Virtus Segafredo Bologna - Umana Reyer Venezia   | 85-74  |

|        | 19ª giornata                                          |             |
|        |                                                       |             |
| 8 feb. | Banco di Sardegna Sassari - EA7 Emporio Armani Milano | 72-78       |
| 8 feb. | Estra Pistoia - Givova Scafati                        | 89-91       |
| 9 feb. | Umana Reyer Venezia - Napolibasket                    | 91-68       |
| 9 feb. | NutriBullet Treviso Basket - UNAHOTELS Reggio Emilia  | 90-94 (dts) |
| 9 feb. | Openjobmetis Varese - Dolomiti Energia Trentino       | 79-92       |
| 9 feb. | Germani Brescia - Pallacanestro Trieste               | 93-90       |
| 9 feb. | Bertram Derthona Tortona - Virtus Segafredo Bologna   | 66-98       |
| 9 feb. | Vanoli Basket Cremona - Trapani Shark                 | 85-80       |

|        | 20ª giornata                                         |              |
|        |                                                      |              |
| 1 mar. | Dolomiti Energia Trentino - Bertram Derthona Tortona | 85-89        |
| 1 mar. | UNAHOTELS Reggio Emilia - Banco di Sardegna Sassari  | 84-58        |
| 2 mar. | Napolibasket - Estra Pistoia                         | 70-74        |
| 2 mar. | Pallacanestro Trieste - NutriBullet Treviso Basket   | 85-73        |
| 2 mar. | Givova Scafati - Umana Reyer Venezia                 | 92-96 (dts)  |
| 2 mar. | Virtus Segafredo Bologna - EA7 Emporio Armani Milano | 86-80        |
| 2 mar. | Germani Brescia - Vanoli Basket Cremona              | 99-87        |
| 2 mar. | Trapani Shark - Openjobmetis Varese                  | 106-93 (dts) |

|         | 21ª giornata                                           |             |
|         |                                                        |             |
| 8 mar.  | Vanoli Basket Cremona - Napolibasket                   | 94-85       |
| 9 mar.  | Banco di Sardegna Sassari - Umana Reyer Venezia        | 96-97       |
| 9 mar.  | Bertram Derthona Tortona - Openjobmetis Varese         | 89-82 (dts) |
| 9 mar.  | Estra Pistoia - Germani Brescia                        | 84-97       |
| 9 mar.  | EA7 Emporio Armani Milano - NutriBullet Treviso Basket | 90-80       |
| 9 mar.  | UNAHOTELS Reggio Emilia - Trapani Shark                | 89-94       |
| 9 mar.  | Pallacanestro Trieste - Givova Scafati                 | 88-75       |
| 10 mar. | Virtus Segafredo Bologna - Dolomiti Energia Trentino   | 80-75       |

|        | 20ª giornata                                         |              |
|        |                                                      |              |
| 1 mar. | Dolomiti Energia Trentino - Bertram Derthona Tortona | 85-89        |
| 1 mar. | UNAHOTELS Reggio Emilia - Banco di Sardegna Sassari  | 84-58        |
| 2 mar. | Napolibasket - Estra Pistoia                         | 70-74        |
| 2 mar. | Pallacanestro Trieste - NutriBullet Treviso Basket   | 85-73        |
| 2 mar. | Givova Scafati - Umana Reyer Venezia                 | 92-96 (dts)  |
| 2 mar. | Virtus Segafredo Bologna - EA7 Emporio Armani Milano | 86-80        |
| 2 mar. | Germani Brescia - Vanoli Basket Cremona              | 99-87        |
| 2 mar. | Trapani Shark - Openjobmetis Varese                  | 106-93 (dts) |

|         | 21ª giornata                                           |             |
|         |                                                        |             |
| 8 mar.  | Vanoli Basket Cremona - Napolibasket                   | 94-85       |
| 9 mar.  | Banco di Sardegna Sassari - Umana Reyer Venezia        | 96-97       |
| 9 mar.  | Bertram Derthona Tortona - Openjobmetis Varese         | 89-82 (dts) |
| 9 mar.  | Estra Pistoia - Germani Brescia                        | 84-97       |
| 9 mar.  | EA7 Emporio Armani Milano - NutriBullet Treviso Basket | 90-80       |
| 9 mar.  | UNAHOTELS Reggio Emilia - Trapani Shark                | 89-94       |
| 9 mar.  | Pallacanestro Trieste - Givova Scafati                 | 88-75       |
| 10 mar. | Virtus Segafredo Bologna - Dolomiti Energia Trentino   | 80-75       |

|         | 22ª giornata                                           |        |
|         |                                                        |        |
| 15 mar. | Germani Brescia - EA7 Emporio Armani Milano            | 73-79  |
| 15 mar. | Trapani Shark - Pallacanestro Trieste                  | 131-88 |
| 16 mar. | Openjobmetis Varese - UNAHOTELS Reggio Emilia          | 63-78  |
| 16 mar. | Dolomiti Energia Trentino - Estra Pistoia              | 87-64  |
| 16 mar. | NutriBullet Treviso Basket - Banco di Sardegna Sassari | 70-76  |
| 16 mar. | Givova Scafati - Bertram Derthona Tortona              | 79-102 |
| 16 mar. | Napolibasket - Virtus Segafredo Bologna                | 93-88  |
| 16 mar. | Umana Reyer Venezia - Vanoli Basket Cremona            | 87-70  |

|         | 23ª giornata                                          |       |
|         |                                                       |       |
| 22 mar. | Pallacanestro Trieste - Virtus Segafredo Bologna      | 85-78 |
| 23 mar. | Trapani Shark - Germani Brescia                       | 94-88 |
| 23 mar. | Banco di Sardegna Sassari - Vanoli Basket Cremona     | 93-89 |
| 23 mar. | Bertram Derthona Tortona - Estra Pistoia              | 94-68 |
| 23 mar. | EA7 Emporio Armani Milano - Dolomiti Energia Trentino | 89-87 |
| 23 mar. | Givova Scafati - Napolibasket                         | 81-91 |
| 23 mar. | UNAHOTELS Reggio Emilia - Umana Reyer Venezia         | 87-92 |
| 23 mar. | NutriBullet Treviso Basket - Openjobmetis Varese      | 88-86 |

|         | 22ª giornata                                           |        |
|         |                                                        |        |
| 15 mar. | Germani Brescia - EA7 Emporio Armani Milano            | 73-79  |
| 15 mar. | Trapani Shark - Pallacanestro Trieste                  | 131-88 |
| 16 mar. | Openjobmetis Varese - UNAHOTELS Reggio Emilia          | 63-78  |
| 16 mar. | Dolomiti Energia Trentino - Estra Pistoia              | 87-64  |
| 16 mar. | NutriBullet Treviso Basket - Banco di Sardegna Sassari | 70-76  |
| 16 mar. | Givova Scafati - Bertram Derthona Tortona              | 79-102 |
| 16 mar. | Napolibasket - Virtus Segafredo Bologna                | 93-88  |
| 16 mar. | Umana Reyer Venezia - Vanoli Basket Cremona            | 87-70  |

|         | 23ª giornata                                          |       |
|         |                                                       |       |
| 22 mar. | Pallacanestro Trieste - Virtus Segafredo Bologna      | 85-78 |
| 23 mar. | Trapani Shark - Germani Brescia                       | 94-88 |
| 23 mar. | Banco di Sardegna Sassari - Vanoli Basket Cremona     | 93-89 |
| 23 mar. | Bertram Derthona Tortona - Estra Pistoia              | 94-68 |
| 23 mar. | EA7 Emporio Armani Milano - Dolomiti Energia Trentino | 89-87 |
| 23 mar. | Givova Scafati - Napolibasket                         | 81-91 |
| 23 mar. | UNAHOTELS Reggio Emilia - Umana Reyer Venezia         | 87-92 |
| 23 mar. | NutriBullet Treviso Basket - Openjobmetis Varese      | 88-86 |

|         | 24ª giornata                                       |       |
|         |                                                    |       |
| 29 mar. | Banco di Sardegna Sassari - Trapani Shark          | 92-80 |
| 30 mar. | Openjobmetis Varese - Givova Scafati               | 95-82 |
| 30 mar. | Vanoli Basket Cremona - NutriBullet Treviso Basket | 94-77 |
| 30 mar. | Dolomiti Energia Trentino - Germani Brescia        | 75-78 |
| 30 mar. | Estra Pistoia - Pallacanestro Trieste              | 69-89 |
| 30 mar. | Umana Reyer Venezia - Bertram Derthona Tortona     | 94-82 |
| 31 mar. | Virtus Segafredo Bologna - UNAHOTELS Reggio Emilia | 69-45 |
| 31 mar. | Napolibasket - EA7 Emporio Armani Milano           | 95-87 |

|        | 25ª giornata                                          |             |
|        |                                                       |             |
| 5 apr. | Dolomiti Energia Trentino - Givova Scafati            | 88-78       |
| 5 apr. | Bertram Derthona Tortona - Trapani Shark              | 91-101      |
| 6 apr. | Pallacanestro Trieste - Napolibasket                  | 109-82      |
| 6 apr. | Estra Pistoia - Banco di Sardegna Sassari             | 63-86       |
| 6 apr. | Openjobmetis Varese - Vanoli Basket Cremona           | 85-87 (dts) |
| 6 apr. | UNAHOTELS Reggio Emilia - EA7 Emporio Armani Milano   | 87-78       |
| 6 apr. | Germani Brescia - Umana Reyer Venezia                 | 97-89       |
| 7 apr. | NutriBullet Treviso Basket - Virtus Segafredo Bologna | 74-80       |

|         | 24ª giornata                                       |       |
|         |                                                    |       |
| 29 mar. | Banco di Sardegna Sassari - Trapani Shark          | 92-80 |
| 30 mar. | Openjobmetis Varese - Givova Scafati               | 95-82 |
| 30 mar. | Vanoli Basket Cremona - NutriBullet Treviso Basket | 94-77 |
| 30 mar. | Dolomiti Energia Trentino - Germani Brescia        | 75-78 |
| 30 mar. | Estra Pistoia - Pallacanestro Trieste              | 69-89 |
| 30 mar. | Umana Reyer Venezia - Bertram Derthona Tortona     | 94-82 |
| 31 mar. | Virtus Segafredo Bologna - UNAHOTELS Reggio Emilia | 69-45 |
| 31 mar. | Napolibasket - EA7 Emporio Armani Milano           | 95-87 |

|        | 25ª giornata                                          |             |
|        |                                                       |             |
| 5 apr. | Dolomiti Energia Trentino - Givova Scafati            | 88-78       |
| 5 apr. | Bertram Derthona Tortona - Trapani Shark              | 91-101      |
| 6 apr. | Pallacanestro Trieste - Napolibasket                  | 109-82      |
| 6 apr. | Estra Pistoia - Banco di Sardegna Sassari             | 63-86       |
| 6 apr. | Openjobmetis Varese - Vanoli Basket Cremona           | 85-87 (dts) |
| 6 apr. | UNAHOTELS Reggio Emilia - EA7 Emporio Armani Milano   | 87-78       |
| 6 apr. | Germani Brescia - Umana Reyer Venezia                 | 97-89       |
| 7 apr. | NutriBullet Treviso Basket - Virtus Segafredo Bologna | 74-80       |

|         | 26ª giornata                                         |        |
|         |                                                      |        |
| 12 apr. | Napolibasket - Openjobmetis Varese                   | 87-97  |
| 12 apr. | Givova Scafati - UNAHOTELS Reggio Emilia             | 69-84  |
| 13 apr. | Trapani Shark - NutriBullet Treviso Basket           | 95-82  |
| 13 apr. | EA7 Emporio Armani Milano - Estra Pistoia            | 95-80  |
| 13 apr. | Banco di Sardegna Sassari - Bertram Derthona Tortona | 87-82  |
| 13 apr. | Umana Reyer Venezia - Pallacanestro Trieste          | 103-71 |
| 13 apr. | Vanoli Basket Cremona - Dolomiti Energia Trentino    | 86-89  |
| 14 apr. | Virtus Segafredo Bologna - Germani Brescia           | 91-79  |

|         | 27ª giornata                                          |               |
|         |                                                       |               |
| 18 apr. | EA7 Emporio Armani Milano - Vanoli Basket Cremona     | 118-83        |
| 19 apr. | UNAHOTELS Reggio Emilia - Napolibasket                | 89-86         |
| 19 apr. | Openjobmetis Varese - Banco di Sardegna Sassari       | 89-84         |
| 19 apr. | NutriBullet Treviso Basket - Bertram Derthona Tortona | 92-91         |
| 19 apr. | Estra Pistoia - Virtus Segafredo Bologna              | 62-86         |
| 19 apr. | Pallacanestro Trieste - Dolomiti Energia Trentino     | 88-94         |
| 19 apr. | Trapani Shark - Umana Reyer Venezia                   | 110-100 (dts) |
| 19 apr. | Germani Brescia - Givova Scafati                      | 86-72         |

|         | 26ª giornata                                         |        |
|         |                                                      |        |
| 12 apr. | Napolibasket - Openjobmetis Varese                   | 87-97  |
| 12 apr. | Givova Scafati - UNAHOTELS Reggio Emilia             | 69-84  |
| 13 apr. | Trapani Shark - NutriBullet Treviso Basket           | 95-82  |
| 13 apr. | EA7 Emporio Armani Milano - Estra Pistoia            | 95-80  |
| 13 apr. | Banco di Sardegna Sassari - Bertram Derthona Tortona | 87-82  |
| 13 apr. | Umana Reyer Venezia - Pallacanestro Trieste          | 103-71 |
| 13 apr. | Vanoli Basket Cremona - Dolomiti Energia Trentino    | 86-89  |
| 14 apr. | Virtus Segafredo Bologna - Germani Brescia           | 91-79  |

|         | 27ª giornata                                          |               |
|         |                                                       |               |
| 18 apr. | EA7 Emporio Armani Milano - Vanoli Basket Cremona     | 118-83        |
| 19 apr. | UNAHOTELS Reggio Emilia - Napolibasket                | 89-86         |
| 19 apr. | Openjobmetis Varese - Banco di Sardegna Sassari       | 89-84         |
| 19 apr. | NutriBullet Treviso Basket - Bertram Derthona Tortona | 92-91         |
| 19 apr. | Estra Pistoia - Virtus Segafredo Bologna              | 62-86         |
| 19 apr. | Pallacanestro Trieste - Dolomiti Energia Trentino     | 88-94         |
| 19 apr. | Trapani Shark - Umana Reyer Venezia                   | 110-100 (dts) |
| 19 apr. | Germani Brescia - Givova Scafati                      | 86-72         |

|         | 28ª giornata                                          |        |
|         |                                                       |        |
| 27 apr. | Dolomiti Energia Trentino - Banco di Sardegna Sassari | 95-77  |
| 27 apr. | Givova Scafati - NutriBullet Treviso Basket           | 87-92  |
| 27 apr. | Bertram Derthona Tortona - EA7 Emporio Armani Milano  | 68-85  |
| 27 apr. | Germani Brescia - UNAHOTELS Reggio Emilia             | 79-66  |
| 27 apr. | Virtus Segafredo Bologna - Openjobmetis Varese        | 104-67 |
| 27 apr. | Umana Reyer Venezia - Estra Pistoia                   | 90-93  |
| 28 apr. | Vanoli Basket Cremona - Pallacanestro Trieste         | 81-101 |
| 28 apr. | Napolibasket - Trapani Shark                          | 76-95  |

|        | 29ª giornata                                        |        |
|        |                                                     |        |
| 3 mag. | Dolomiti Energia Trentino - UNAHOTELS Reggio Emilia | 84-63  |
| 4 mag. | Estra Pistoia - Vanoli Basket Cremona               | 65-89  |
| 4 mag. | Banco di Sardegna Sassari - Germani Brescia         | 77-96  |
| 4 mag. | Trapani Shark - EA7 Emporio Armani Milano           | 89-81  |
| 4 mag. | NutriBullet Treviso Basket - Umana Reyer Venezia    | 83-72  |
| 4 mag. | Givova Scafati - Virtus Segafredo Bologna           | 87-104 |
| 4 mag. | Openjobmetis Varese - Pallacanestro Trieste         | 85-80  |
| 4 mag. | Bertram Derthona Tortona - Napolibasket             | 82-89  |

|         | 28ª giornata                                          |        |
|         |                                                       |        |
| 27 apr. | Dolomiti Energia Trentino - Banco di Sardegna Sassari | 95-77  |
| 27 apr. | Givova Scafati - NutriBullet Treviso Basket           | 87-92  |
| 27 apr. | Bertram Derthona Tortona - EA7 Emporio Armani Milano  | 68-85  |
| 27 apr. | Germani Brescia - UNAHOTELS Reggio Emilia             | 79-66  |
| 27 apr. | Virtus Segafredo Bologna - Openjobmetis Varese        | 104-67 |
| 27 apr. | Umana Reyer Venezia - Estra Pistoia                   | 90-93  |
| 28 apr. | Vanoli Basket Cremona - Pallacanestro Trieste         | 81-101 |
| 28 apr. | Napolibasket - Trapani Shark                          | 76-95  |

|        | 29ª giornata                                        |        |
|        |                                                     |        |
| 3 mag. | Dolomiti Energia Trentino - UNAHOTELS Reggio Emilia | 84-63  |
| 4 mag. | Estra Pistoia - Vanoli Basket Cremona               | 65-89  |
| 4 mag. | Banco di Sardegna Sassari - Germani Brescia         | 77-96  |
| 4 mag. | Trapani Shark - EA7 Emporio Armani Milano           | 89-81  |
| 4 mag. | NutriBullet Treviso Basket - Umana Reyer Venezia    | 83-72  |
| 4 mag. | Givova Scafati - Virtus Segafredo Bologna           | 87-104 |
| 4 mag. | Openjobmetis Varese - Pallacanestro Trieste         | 85-80  |
| 4 mag. | Bertram Derthona Tortona - Napolibasket             | 82-89  |

| \| \| 30ª giornata \| \| \| \| \| \| \| 10 mag. \| Pallacanestro Trieste - Banco di Sardegna Sassari \| 92-76 \| \| 10 mag. \| Napolibasket - Dolomiti Energia Trentino \| 89-114 \| \| 11 mag. \| Germani Brescia - NutriBullet Treviso Basket \| 114-91 \| \| 11 mag. \| Vanoli Basket Cremona - Bertram Derthona Tortona \| 94-99 \| \| 11 mag. \| Umana Reyer Venezia - Openjobmetis Varese \| 83-64 \| \| 11 mag. \| Virtus Segafredo Bologna - Trapani Shark \| 101-96 (dts) \| \| 11 mag. \| UNAHOTELS Reggio Emilia - Estra Pistoia \| 86-72 \| \| 11 mag. \| EA7 Emporio Armani Milano - Givova Scafati \| 100-72 \| |                                                   |              |
| | 30ª giornata                                      |              |
| |                                                   |              |
| 10 mag. | Pallacanestro Trieste - Banco di Sardegna Sassari | 92-76        |
| 10 mag. | Napolibasket - Dolomiti Energia Trentino          | 89-114       |
| 11 mag. | Germani Brescia - NutriBullet Treviso Basket      | 114-91       |
| 11 mag. | Vanoli Basket Cremona - Bertram Derthona Tortona  | 94-99        |
| 11 mag. | Umana Reyer Venezia - Openjobmetis Varese         | 83-64        |
| 11 mag. | Virtus Segafredo Bologna - Trapani Shark          | 101-96 (dts) |
| 11 mag. | UNAHOTELS Reggio Emilia - Estra Pistoia           | 86-72        |
| 11 mag. | EA7 Emporio Armani Milano - Givova Scafati        | 100-72       |

|         | 30ª giornata                                      |              |
|         |                                                   |              |
| 10 mag. | Pallacanestro Trieste - Banco di Sardegna Sassari | 92-76        |
| 10 mag. | Napolibasket - Dolomiti Energia Trentino          | 89-114       |
| 11 mag. | Germani Brescia - NutriBullet Treviso Basket      | 114-91       |
| 11 mag. | Vanoli Basket Cremona - Bertram Derthona Tortona  | 94-99        |
| 11 mag. | Umana Reyer Venezia - Openjobmetis Varese         | 83-64        |
| 11 mag. | Virtus Segafredo Bologna - Trapani Shark          | 101-96 (dts) |
| 11 mag. | UNAHOTELS Reggio Emilia - Estra Pistoia           | 86-72        |
| 11 mag. | EA7 Emporio Armani Milano - Givova Scafati        | 100-72       |

## Play-off
Tutte le serie (compresa la finale) sono al meglio delle 5 gare. Gara1, Gara2 e l'eventuale Gara5 sono in casa della meglio classificata.

### Tabellone Play-off
|  | Quarti di finale | Quarti di finale | Quarti di finale | Quarti di finale | Quarti di finale | Quarti di finale | Quarti di finale |  |  | Semifinali | Semifinali     | Semifinali | Semifinali | Semifinali | Semifinali | Semifinali |   |   | Finale | Finale         | Finale | Finale | Finale | Finale | Finale |  |
|  |                  |                  |                  |                  |                  |                  |                  |  |  |            |                |            |            |            |            |            |   |   |        |                |        |        |        |        |        |  |
|  | 1                | Virtus Bologna   | 90               | 77               | 82               | 78               | 86               |  |  |            |                |            |            |            |            |            |   |   |        |                |        |        |        |        |        |  |
|  | 8                | Reyer Venezia    | 85               | 75               | 89               | 84               | 84               |  |  | 1          | Virtus Bologna | 68         | 66         | 78         | 84         | -          |   |   |        |                |        |        |        |        |        |  |
|  | 4                | Aquila Trento    | 70               | 70               | 79               | 82               | -                |  |  | 5          | Olimpia Milano | 67         | 85         | 68         | 78         | -          |   |   |        |                |        |        |        |        |        |  |
|  | 5                | Olimpia Milano   | 73               | 67               | 107              | 89               | -                |  |  |            |                |            |            |            |            |            |   |   | 1      | Virtus Bologna | 90     | 75     | 96     | -      | -      |  |
|  | 2                | Trapani Shark    | 80               | 102              | 90               | -                | -                |  |  |            |                | 3          | Brescia    | 87         | 65         | 74         | - | - |        |                |        |        |        |        |        |  |
|  | 7                | Pall. Reggiana   | 75               | 88               | 83               | -                | -                |  |  | 2          | Trapani Shark  | 92         | 77         | 86         | -          | -          |   |   |        |                |        |        |        |        |        |  |
|  | 3                | Brescia          | 89               | 92               | 80               | 92               | -                |  |  | 3          | Brescia        | 93         | 85         | 92         | -          | -          |   |   |        |                |        |        |        |        |        |  |
|  | 6                | Pall. Trieste    | 77               | 103              | 70               | 88               | -                |  |  |            |                |            |            |            |            |            |   |   |        |                |        |        |        |        |        |  |

### Quarti di finale

#### Bologna - Venezia
| Arbitri: | Michele Rossi (Anghiari) Alessandro Perciavalle (Torino) Lorenzo Baldini (Firenze) |

|                                                            |            |                                    |
| Clyburn, Morgan 12 Belinelli, Pajola 11 Polonara, Žižić 10 | Punti      | 19 Moretti 15 Kabengele 14 Wiltjer |
| Cordinier, Shengelia 5                                     | Assist     | 4 Ennis, Wheatle                   |
| Shengelia 7                                                | Rimbalzi   | 11 Kabengele                       |
| Duško Ivanović                                             | Allenatori | Neven Spahija                      |

| Arbitri: | Beniamino Manuel Attard (Priolo Gargallo) Denny Borgioni (Roma) Sergio Noce (Latina) |

|                                   |            |                                  |
| Clyburn 19 Morgan 14 Cordinier 10 | Punti      | 22 Kabengele 18 Wiltjer 10 Ennis |
| Clyburn, Diouf, Pajola 4          | Assist     | 4 Ennis                          |
| Cordinier, Polonara 6             | Rimbalzi   | 14 Kabengele                     |
| Duško Ivanović                    | Allenatori | Neven Spahija                    |

| Arbitri: | Carmelo Lo Guzzo (Pisa) Valerio Grigioni (Roma) Edoardo Gonella (Genova) |

|                                             |            |                                  |
| Wiltjer 21 Ennis, Kabengele 13 Tessitori 11 | Punti      | 20 Morgan 18 Shengelia 11 Pajola |
| Ennis 7                                     | Assist     | 3 Hackett                        |
| Kabengele 11                                | Rimbalzi   | 5 Pajola, Žižić                  |
| Neven Spahija                               | Allenatori | Duško Ivanović                   |

| Arbitri: | Saverio Lanzarini (Bologna) Andrea Bongiorni (Pisa) Denis Quarta (Torino) |

|                                    |            |                                     |
| Kabengele 21 Munford 15 Wiltjer 13 | Punti      | 19 Diouf 17 Clyburn 9 Taylor, Žižić |
| Munford 6                          | Assist     | 7 Taylor                            |
| Kabengele 11                       | Rimbalzi   | 8 Diouf                             |
| Neven Spahija                      | Allenatori | Duško Ivanović                      |

| Arbitri: | Michele Rossi (Anghiari) Guido Giovannetti (Bari) Andrea Bongiorni (Pisa) |

|                                       |            |                                |
| Hackett 21 Morgan 14 Cordinier 13     | Punti      | 18 Parks 16 Ennis 11 Kabengele |
| Cordinier, Clyburn, Hackett, Taylor 2 | Assist     | 5 Munford                      |
| Diouf 4                               | Rimbalzi   | 6 Kabengele, Parks             |
| Duško Ivanović                        | Allenatori | Neven Spahija                  |

#### Trento - Milano
| Arbitri: | Guido Giovannetti (Bari) Mark Bartoli (Trieste) Valerio Grigioni (Roma) |

|                          |            |                                   |
| Lamb 19 Ellis 11 Cale 10 | Punti      | 16 LeDay 13 Mirotic 10 Flaccadori |
| Cale 4                   | Assist     | 2 Causeur, Ricci                  |
| Niang 8                  | Rimbalzi   | 9 Nebo                            |
| Paolo Galbiati           | Allenatori | Ettore Messina                    |

| Arbitri: | Saverio Lanzarini (Bologna) Edoardo Gonella (Genova) Andrea Bongiorni (Pisa) |

|                          |            |                                          |
| Ellis 17 Ford 14 Lamb 11 | Punti      | 13 Flaccadori, Mirotic 11 LeDay 9 Brooks |
| Ellis 5                  | Assist     | 2 Brooks, Causeur, Flaccadori            |
| Ellis 10                 | Rimbalzi   | 8 Causeur                                |
| Paolo Galbiati           | Allenatori | Ettore Messina                           |

| Arbitri: | Beniamino Manuel Attard (Priolo Gargallo) Tolga Ozge Sahin (Messina) Denis Quarta (Torino) |

|                                        |            |                                       |
| Shields 22 Brooks 20 LeDay, Mirotic 15 | Punti      | 24 Lamb 13 Ellis, Niang 10 Cale, Ford |
| Shields 5                              | Assist     | 5 Ellis                               |
| LeDay 9                                | Rimbalzi   | 5 Ellis                               |
| Ettore Messina                         | Allenatori | Paolo Galbiati                        |

| Arbitri: | Carmelo Lo Guzzo (Pisa) Lorenzo Baldini (Firenze) Daniele Vallerani (Ferentino) |

|                                          |            |                         |
| Shields 27 Bolmaro 17 Brooks, Mirotic 14 | Punti      | 19 Ford 16 Lamb 13 Cale |
| Brooks 3                                 | Assist     | 4 Lamb                  |
| Brooks, Mirotic 7                        | Rimbalzi   | 8 Cale, Niang           |
| Ettore Messina                           | Allenatori | Paolo Galbiati          |

#### Trapani - Reggio Emilia
| Arbitri: | Beniamino Manuel Attard (Priolo Gargallo) Denis Quarta (Torino) Simone Patti (Montesilvano) |

|                                     |            |                                       |
| Robinson 22 Petrucelli 14 Horton 12 | Punti      | 21 Barford 14 Cheatham 9 Faye, Vitali |
| Robinson 9                          | Assist     | 7 Winston                             |
| Horton, Yeboah 6                    | Rimbalzi   | 5 Faye                                |
| Jasmin Repeša                       | Allenatori | Dīmītrīs Priftīs                      |

| Arbitri: | Carmelo Lo Guzzo (Pisa) Christian Borgo (Grumolo delle Abbadesse) Giulio Pepponi (Spello) |

|                                          |            |                                       |
| Alibegović 20 Notae 16 Eboua, Rossato 14 | Punti      | 15 Cheatham 14 Barford, Faye 13 Smith |
| Notae 9                                  | Assist     | 6 Winston                             |
| Horton 8                                 | Rimbalzi   | 9 Faye                                |
| Jasmin Repeša                            | Allenatori | Dīmītrīs Priftīs                      |

| Arbitri: | Saverio Lanzarini (Bologna) Mark Bartoli (Trieste) Andrea Bongiorni (Pisa) |

|                                |            |                                  |
| Barford 24 Winston 16 Smith 10 | Punti      | 19 Galloway 17 Notae 13 Robinson |
| Smith 5                        | Assist     | 9 Robinson                       |
| Barford, Faried 7              | Rimbalzi   | 10 Horton                        |
| Dīmītrīs Priftīs               | Allenatori | Jasmin Repeša                    |

#### Brescia - Trieste
| Arbitri: | Carmelo Paternicò (Piazza Armerina) Gabriele Bettini (Bologna) Matteo Lucotti (Binasco) |

|                             |            |                               |
| Bilan 25 Burnell 14 Dowe 12 | Punti      | 16 Johnson 14 Brown 12 Kelley |
| Bilan 5                     | Assist     | 7 Ruzzier                     |
| Bilan 10                    | Rimbalzi   | 8 Johnson                     |
| Giuseppe Poeta              | Allenatori | Jamion Christian              |

| Arbitri: | Tolga Ozge Sahin (Messina) Daniele Vallerani (Ferentino) Giacomo Dori (Mirano) |

|                                                      |            |                                          |
| Ivanović 26 Della Valle 22 Burnell, Ndour, Rivers 11 | Punti      | 19 Candussi 18 Uthoff 13 Ross, Valentine |
| Ivanović 4                                           | Assist     | 6 Brown                                  |
| Bilan 8                                              | Rimbalzi   | 9 Uthoff                                 |
| Giuseppe Poeta                                       | Allenatori | Jamion Christian                         |

| Arbitri: | Michele Rossi (Anghiari) Alessandro Perciavalle (Torino) Simone Patti (Montesilvano) |

|                                  |            |                                   |
| Brown 17 Ruzzier 12 McDermott 11 | Punti      | 18 Rivers 17 Ndour 12 Della Valle |
| Valentine 4                      | Assist     | 3 Bilan, Della Valle              |
| Brooks 11                        | Rimbalzi   | 9 Ndour                           |
| Jamion Christian                 | Allenatori | Giuseppe Poeta                    |

| Arbitri: | Beniamino Manuel Attard (Priolo Gargallo) Valerio Grigioni (Roma) Edoardo Gonella (Genova) |

|                                  |            |                               |
| Brooks 21 Valentine 20 Uthoff 12 | Punti      | 20 Bilan 19 Rivers 17 Burnell |
| Ruzzier 5                        | Assist     | 4 Della Valle, Ndour          |
| Valentine 8                      | Rimbalzi   | 8 Burnell                     |
| Jamion Christian                 | Allenatori | Giuseppe Poeta                |

### Semifinali

#### Bologna - Milano
| Arbitri: | Beniamino Manuel Attard (Priolo Gargallo) Mark Bartoli (Trieste) Valerio Grigioni (Roma) |

|                                         |            |                                     |
| Shengelia 18 Clyburn 13 Akele, Diouf 10 | Punti      | 14 Shields 12 Mirotić 10 Flaccadori |
| Hackett 4                               | Assist     | 4 Brooks                            |
| Akele 8                                 | Rimbalzi   | 7 Mirotić                           |
| Duško Ivanović                          | Allenatori | Ettore Messina                      |

| Arbitri: | Michele Rossi (Anghiari) Carmelo Lo Guzzo (Pisa) Denny Borgioni (Roma) |

|                                 |            |                                          |
| Diouf 14 Clyburn 11 Belinelli 9 | Punti      | 20 Brooks 14 Mirotić, Shields 11 Mannion |
| Cordinier 3                     | Assist     | 3 Brooks, Mannion                        |
| Pajola 5                        | Rimbalzi   | 7 Shields                                |
| Duško Ivanović                  | Allenatori | Ettore Messina                           |

| Arbitri: | Beniamino Manuel Attard (Priolo Gargallo) Guido Giovannetti (Bari) Lorenzo Baldini (Firenze) |

|                               |            |                                           |
| Mirotić 21 Shields 14 LeDay 8 | Punti      | 19 Cordinier, Shengelia 12 Taylor 8 Diouf |
| Ricci, Shields 3              | Assist     | 7 Taylor                                  |
| Mirotić 6                     | Rimbalzi   | 6 Shengelia                               |
| Ettore Messina                | Allenatori | Duško Ivanović                            |

| Arbitri: | Michele Rossi (Anghiari) Tolga Ozge Sahin (Messina) Denis Quarta (Torino) |

|                                |            |                                    |
| Mirotić 30 Shields 15 Brooks 9 | Punti      | 25 Shengelia 14 Cordinier 10 Diouf |
| Bolmaro 4                      | Assist     | 7 Pajola                           |
| LeDay 9                        | Rimbalzi   | 10 Shengelia                       |
| Ettore Messina                 | Allenatori | Duško Ivanović                     |

#### Trapani - Brescia
| Arbitri: | Michele Rossi (Anghiari) Carmelo Lo Guzzo (Pisa) Gabriele Bettini (Bologna) |

|                                     |            |                                           |
| Horton 22 Robinson 14 Alibegović 12 | Punti      | 17 Dowe, Ivanović 13 Della Valle 12 Ndour |
| Robinson 9                          | Assist     | 6 Ivanović                                |
| Horton 6                            | Rimbalzi   | 5 Dowe, Ndour                             |
| Jasmin Repeša                       | Allenatori | Giuseppe Poeta                            |

| Arbitri: | Saverio Lanzarini (Bologna) Edoardo Gonella (Genova) Giacomo Dori (Mirano) |

|                                                        |            |                                  |
| Alibegović, Robinson, Yeboah 13 Horton 10 Petrucelli 6 | Punti      | 19 Della Valle 17 Ndour 15 Bilan |
| Notae 6                                                | Assist     | 6 Della Valle                    |
| Horton 8                                               | Rimbalzi   | 7 Della Valle                    |
| Jasmin Repeša                                          | Allenatori | Giuseppe Poeta                   |

| Arbitri: | Beniamino Manuel Attard (Priolo Gargallo) Guido Giovannetti (Bari) Andrea Bongiorni (Pisa) |

|                                              |            |                                                |
| Della Valle 23 Ndour 16 Burnell, Ivanović 13 | Punti      | 20 Robinson 16 Horton, Petrucelli 9 Alibegović |
| Dowe 5                                       | Assist     | 4 Alibegović                                   |
| Bilan 6                                      | Rimbalzi   | 9 Alibegović, Horton                           |
| Giuseppe Poeta                               | Allenatori | Jasmin Repeša                                  |

### Finale

#### Bologna - Brescia
| Arbitri: | Beniamino Manuel Attard (Priolo Gargallo) Mark Bartoli (Trieste) Valerio Grigioni (Roma) |

|                                       |            |                               |
| Shengelia 29 Morgan 19 Diouf, Žižić 9 | Punti      | 16 Bilan 15 Rivers 14 Burnell |
| Pajola 4                              | Assist     | 11 Ivanović                   |
| Pajola 7                              | Rimbalzi   | 6 Burnell                     |
| Duško Ivanović                        | Allenatori | Giuseppe Poeta                |

| Arbitri: | Michele Rossi (Anghiari) Guido Giovannetti (Bari) Alessandro Perciavalle (Torino) |

|                                  |            |                                 |
| Shengelia 15 Taylor 13 Pajola 11 | Punti      | 21 Burnell 12 Ivanović 10 Bilan |
| Shengelia 7                      | Assist     | 8 Della Valle                   |
| Shengelia 8                      | Rimbalzi   | 8 Burnell                       |
| Duško Ivanović                   | Allenatori | Giuseppe Poeta                  |

| Arbitri: | Saverio Lanzarini (Bologna) Andrea Bongiorni (Pisa) Edoardo Gonella (Genova) |

|                                         |            |                                         |
| Burnell 24 Bilan 17 Ivanović, Rivers 11 | Punti      | 31 Shengelia 19 Taylor 11 Diouf, Morgan |
| Burnell 4                               | Assist     | 6 Taylor                                |
| Bilan 8                                 | Rimbalzi   | 9 Shengelia                             |
| Giuseppe Poeta                          | Allenatori | Duško Ivanović                          |

### Squadra campione
- Campione d'Italia:  Virtus Segafredo Bologna (17º titolo)

| Maglia | Giocatori | Presenze (playoff) | Punti (playoff) |
| --- | --------- | ------------------ | --------------- |
| Virtus Bologna |           |                    |                 |
| Isaïa Cordinier | 29 (+12)  | 292 (+101)         |                 |
| Marco Belinelli | 27 (+11)  | 291 (+44)          |                 |
| Alessandro Pajola | 29 (+12)  | 162 (+69)          |                 |
| Will Clyburn | 20 (+7)   | 208 (+85)          |                 |
| Brandon Taylor | 0 (+12)   | 0 (+66)            |                 |
| Tornik'e Shengelia | 21 (+11)  | 296 (+182)         |                 |
| Daniel Hackett | 27 (+12)  | 151 (+71)          |                 |
| Matt Morgan | 28 (+12)  | 296 (+114)         |                 |
| Achille Polonara | 28 (+6)   | 191 (+22)          |                 |
| Mouhamet Diouf | 28 (+12)  | 195 (+108)         |                 |
| Ante Žižić | 22 (+12)  | 194 (+62)          |                 |
| Nicola Akele | 27 (+10)  | 75 (+46)           |                 |
| Allenatori: Luca Banchi (fino al 5/12) Duško Ivanović (dal 5/12)                                                                                  |           |                    |                 |
| Altri giocatori: Justin Holiday (6, 19), Matteo Accorsi (1+1, 0+0), Riccardo Visconti (5, 8), Andrejs Gražulis (16, 91), Rayjon Tucker (21, 112). |           |                    |                 |

## Statistiche stagione regolare
Aggiornate all'11 maggio 2025

### Statistiche individuali

#### Classifica primi trenta marcatori
|     | Giocatore            | Squadra          | Partite | Punti | PPG  |
| --- | -------------------- | ---------------- | ------- | ----- | ---- |
| 1.  | Rob Gray             | Scafati Basket   | 21      | 444   | 21.1 |
| 2.  | Jaylen Hands         | Pall. Varese     | 30      | 578   | 19.3 |
| 3.  | Jordan Ford          | Aquila Trento    | 30      | 509   | 17.0 |
| 4.  | Michael Forrest      | Pistoia Basket   | 29      | 492   | 17.0 |
| 5.  | Osvaldas Olisevičius | Universo Treviso | 25      | 422   | 16.9 |
| 6.  | Cassius Winston      | Pall. Reggiana   | 29      | 476   | 16.4 |
| 7.  | Denzel Valentine     | Pall. Trieste    | 25      | 401   | 16.0 |
| 8.  | Ky Bowman            | Universo Treviso | 29      | 464   | 16.0 |
| 9.  | Erick Green          | Napoli Basket    | 20      | 319   | 16.0 |
| 10. | Jacob Pullen         | Napoli Basket    | 19      | 302   | 15.9 |
| 11. | Payton Willis        | Vanoli Cremona   | 24      | 381   | 15.9 |
| 12. | Amedeo Della Valle   | Brescia          | 30      | 475   | 15.8 |
| 13. | Nikola Mirotic       | Olimpia Milano   | 23      | 362   | 15.7 |
| 14. | Elijah Stewart       | Scafati Basket   | 16      | 249   | 15.6 |
| 15. | Armoni Brooks        | Olimpia Milano   | 25      | 388   | 15.5 |

|     | Giocatore          | Squadra         | Partite | Punti | PPG  |
| --- | ------------------ | --------------- | ------- | ----- | ---- |
| 16. | Markel Brown       | Pall. Trieste   | 26      | 403   | 15.5 |
| 17. | Tyler Ennis        | Reyer Venezia   | 24      | 369   | 15.4 |
| 18. | Anthony Lamb       | Aquila Trento   | 30      | 461   | 15.4 |
| 19. | Christian Vital    | Derthona Basket | 29      | 440   | 15.2 |
| 20. | Miro Bilan         | Brescia         | 30      | 454   | 15.1 |
| 21. | Mfiondu Kabengele  | Reyer Venezia   | 30      | 451   | 15.0 |
| 22. | Colbey Ross        | Pall. Trieste   | 22      | 320   | 14.5 |
| 23. | Justin Robinson    | Trapani Shark   | 29      | 419   | 14.4 |
| 24. | Tornik'e Shengelia | Virtus Bologna  | 21      | 296   | 14.1 |
| 25. | Maverick Rowan     | Pistoia Basket  | 18      | 253   | 14.1 |
| 26. | Leonardo Totè      | Napoli Basket   | 30      | 421   | 14.0 |
| 27. | Davide Alviti      | Pall. Varese    | 30      | 418   | 13.9 |
| 28. | Nikola Ivanović    | Brescia         | 29      | 401   | 13.8 |
| 29. | Kārlis Šiliņš      | Pistoia Basket  | 19      | 260   | 13.7 |
| 30. | Corey Davis        | Vanoli Cremona  | 30      | 408   | 13.6 |

Fonte:  Statistics, in LegaBasket.

### Migliori prestazioni individuali
| Categoria              | Giocatore                  | Squadra        | Statistica | Avversario                      |
| ---------------------- | -------------------------- | -------------- | ---------- | ------------------------------- |
| Valutazione            | Miro Bilan                 | Brescia        | 48         | Pall. Varese (25 gen. 2025)     |
| Valutazione            | Leonardo Totè              | Napoli Basket  | 48         | Pall. Reggiana (19 apr. 2025)   |
| Punti                  | Jaylen Hands               | Pall. Varese   | 42         | Scafati Basket (30 mar. 2025)   |
| Rimbalzi               | Mfiondu Kabengele          | Reyer Venezia  | 21         | Universo Treviso (29 set. 2024) |
| Rimbalzi               | Miro Bilan                 | Brescia        | 21         | Pall. Trieste (8 dic. 2024)     |
| Assist                 | Quinn Ellis                | Aquila Trento  | 14         | Universo Treviso (18 gen. 2025) |
| Palle recuperate       | Giovanni De Nicolao        | Napoli Basket  | 7          | Universo Treviso (25 gen. 2025) |
| Stoppate               | Kaodirichi Akobundu-Ehiogu | Pall. Varese   | 8          | Aquila Trento (13 ott. 2024)    |
| Falli subiti           | Justin Robinson            | Trapani Shark  | 13         | Pall. Varese (2 mar. 2025)      |
| Tiri liberi realizzati | Niccolò Mannion            | Pall. Varese   | 14/14      | Derthona Basket (6 ott. 2024)   |
| Tiri da 2 realizzati   | Tariq Owens                | Vanoli Cremona | 10/10      | Reyer Venezia (16 mar. 2025)    |
| Tiri da 3 realizzati   | Davide Alviti              | Pall. Varese   | 6/6        | Trapani Shark (2 mar. 2025)     |

Fonte:  Statistics, su legabasket.it.

## Premi

### LBA Awards
| Premio                   | Giocatore          | Squadra        | Fonte  |
| ------------------------ | ------------------ | -------------- | ------ |
| MVP                      | Miro Bilan         | Brescia        | [ 21 ] |
| Miglior Italiano         | Amedeo Della Valle | Brescia        | [ 22 ] |
| Miglior Under-22         | Quinn Ellis        | Aquila Trento  | [ 23 ] |
| Miglior Difensore        | Alessandro Pajola  | Virtus Bologna | [ 24 ] |
| Miglior Sesto Uomo       | JD Notae           | Trapani Shark  | [ 25 ] |
| Giocatore più migliorato | Saliou Niang       | Aquila Trento  | [ 26 ] |
| Miglior allenatore       | Paolo Galbiati     | Aquila Trento  | [ 27 ] |
| Migliore dirigente       | Rudy Gaddo         | Aquila Trento  | [ 28 ] |

| Miglior Quintetto stagione regolare | Miglior Quintetto stagione regolare |
| ----------------------------------- | ----------------------------------- |
| Justin Robinson                     | Trapani Shark                       |
| Amedeo Della Valle                  | Brescia                             |
| Anthony Lamb                        | Aquila Trento                       |
| Tornik'e Shengelia                  | Virtus Bologna                      |
| Miro Bilan                          | Brescia                             |